# Regia Marina
La Regia Marina fu l'arma navale del Regno d'Italia fino al 18 giugno 1946 quando, con la proclamazione della Repubblica, assunse la nuova denominazione di Marina Militare.
Con la caduta di Gaeta il 15 febbraio 1861, la fine del Regno delle Due Sicilie sancì l'unione della Real Marina Sarda alla Marina borbonica, che contribuì al suo potenziamento. Il 17 marzo successivo, con la proclamazione del Regno da parte del Parlamento di Torino, nacque la Regia Marina e l'assertore più convinto della necessità per il Regno d'Italia di dotarsi di una forza navale potente che amalgamasse le competenze delle marine preunitarie, Camillo Benso, conte di Cavour (allora Presidente del Consiglio), non mancò di ribadire il proprio impegno di fare dell'Italia una nazione di spiccato carattere marittimo:
(Camillo Benso Conte di Cavour)
L'impegno di Cavour portò ad un notevole sviluppo della flotta, che si interruppe con la battaglia di Lissa; perché la Regia Marina tornasse a dotarsi di navi moderne ci vollero dieci anni, con lo sviluppo della classe Duilio. Grazie ad ingegneri navali come Cuniberti e Masdea vennero prodotte classi di navi interessanti, ma sempre in numero limitato a causa delle necessità di bilancio del paese.
La guerra italo-turca fu il primo vero banco di prova per la nuova flotta, schierando in linea praticamente le stesse navi poi impegnate nella prima guerra mondiale, durante la quale, tuttavia, non vi fu mai alcuna vera e propria "battaglia navale" con la flotta austro-ungarica.
Le scelte operate tra le due guerre condizionarono infine pesantemente le strategie e le capacità operative della Regia Marina nella seconda guerra mondiale, durante la quale, pur battendosi validamente, subì una serie di sconfitte senza riuscire ad impedire il sostanziale predominio della Royal Navy nel Mar Mediterraneo.

## Le origini
Con gli accordi del 1815 presi al Congresso di Vienna, l'assetto dell'Europa dopo gli sconvolgimenti della Rivoluzione francese e delle conseguenti guerre napoleoniche era stato completamente ridisegnato, il Regno di Sardegna era entrato in possesso di oltre 300 km di costa ligure, lungo i quali iniziarono a svilupparsi gli interessi marittimi del regno.
La flotta fu affidata al barone Giorgio Des Geneys, che ne curò il riordino e lo sviluppo, riscuotendo una prima vittoria a Tripoli (attuale Libia) il 25 settembre 1825, contro il signore della città Jussuf-Bey, in un'operazione mirata a scoraggiare i corsari barbareschi dall'effettuare scorrerie contro le coste del regno.

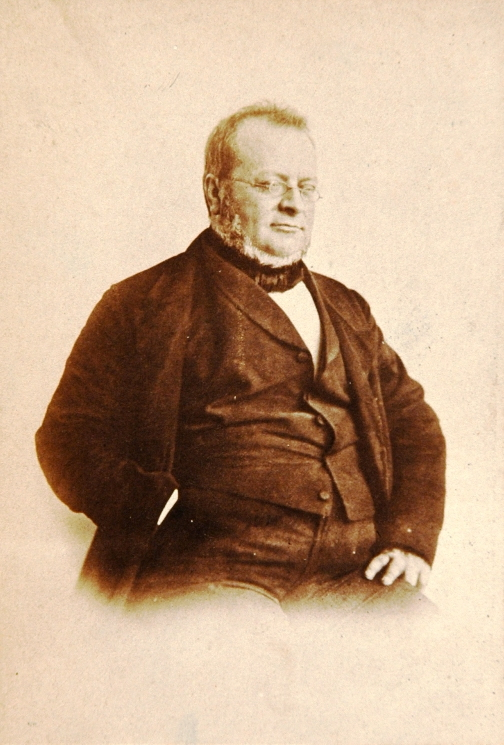
Ritratto di Cavour precedente al 1861 (Lodovico Tuminello)

Nel 1850, con primo ministro Massimo d'Azeglio, fu approvata la decisione di dividere il Ministero della Marina da quello della Guerra, e unirlo a quello dell'Agricoltura e del Commercio, che includeva l'industria.

A capo del nuovo dicastero fu nominato il conte Camillo Benso, conte di Cavour: 

Il vascello, poi trasformato in pirovascello, Re Galantuomo (ex Monarca della Real Marina del Regno delle Due Sicilie)

Il 7 settembre 1860 Garibaldi fece il suo ingresso a Napoli, e il 15 febbraio cadde Gaeta.
La Regia Marina nacque il 17 marzo 1861, segnando la fine della Marina borbonica, a seguito della proclamazione del Regno d'Italia da parte del parlamento di Torino; l'unificazione delle Marine che la costituivano - Marina del Regno di Sardegna, Real Marina del Regno delle Due Sicilie, Marina dittatoriale siciliana, Marina del Granducato di Toscana - risaliva, invece, al 17 novembre 1860 (la Marina pontificia lo fu nel 1870). La squadra navale, che aveva inglobato anche uomini e navi della squadra garibaldina, ereditò la tradizione marinara delle due maggiori marine che avevano concorso a comporla, quella del Regno di Sardegna e, soprattutto, quella del Regno delle Due Sicilie che era la marina militare più potente fra quelle pre-unitarie: dalla marina borbonica provenne infatti gran parte dei mezzi, compreso l'unico vascello che fu mai in servizio con la Regia Marina, il pirovascello Re Galantuomo, in precedenza il borbonico Monarca.
Per volontà dello stesso Cavour, dalla marina borbonica si ripresero le uniformi, i gradi e i regolamenti per la nuova Marina unitaria. All'atto dell'unità, la Regia Marina (che allora si chiamava "Armata Navale") disponeva di un buon numero di navi sia a vela che a vapore, ma l'eterogeneità delle componenti che la costituirono ne limitò inizialmente le capacità operative. In effetti delle 80 navi, 58 erano a propulsione mista vela/vapore e 22 a vapore, ma comunque a un numero rilevante di mezzi non corrispondeva un'organicità di uomini e di tattiche di impiego.
Le navi acquisite dalla nuova marina negli ultimi decenni dell'Ottocento, pur non essendo particolarmente antiquate, risultavano comunque obsolete dal momento che le tattiche di guerra navale stavano rapidamente rivoluzionandosi in seguito all'introduzione dei cannoni a retrocarica e ad anima rigata, dei proiettili esplosivi e delle corazzature (la prima nave corazzata, la francese La Gloire, frutto dei progetti di Henri Dupuy de Lôme, venne infatti varata nel 1858). Nel 1862 venne pertanto avviato dall'allora Ministro della Marina, ammiraglio Persano, un ambizioso programma di rinnovamento del costo di 2 miliardi di lire dell'epoca, basato esclusivamente sulla costruzione di nuove navi presso cantieri navali stranieri in quanto l'infrastruttura tecnologica del giovane Regno italiano e i suoi cantieri non erano in grado di costruire le moderne navi da guerra.
Questo piano di costruzioni ebbe anche degli aspetti particolarmente innovativi, come l'introduzione in squadra di un ariete corazzato a torri, l'Affondatore ordinato presso la Millwall Iron Work and Shipbulding Company di Londra, uno dei primi in assoluto a montare l'armamento principale in torri corazzate brandeggiabili anziché in batteria lungo la fiancata. Inoltre la struttura veniva riorganizzata, basandola su tre dipartimenti navali, Genova, Napoli ed Ancona, ed un moderno Arsenale militare marittimo della Spezia. Per l'epoca della terza guerra d'indipendenza italiana già 12 nuove corazzate erano entrate in servizio. Alcune tra esse, fregate corazzate di 2ª classe con scafo in legno e quindi minori esigenze tecnologiche, vennero costruite nei cantieri italiani, precisamente le navi Principe di Carignano, Messina, Roma, Venezia, Conte Verde; altre, come le fregate corazzate della classe Re d'Italia vennero costruite nel cantiere Webb di New York, ma si trattava sempre di navi con lo scafo in legno cui veniva applicata una corazzatura a piastre di ferro; al cantiere Mediterranée - La Seyne in Francia venivano commissionate le quattro fregate corazzate della classe Regina Maria Pia e le pirocorvette corazzate della classe Formidabile, tutte con propulsione mista vela - vapore; sempre in Francia vennero costruite le cannoniere corazzate Palestro e Varese.

## I problemi della neonata Marina
Dal punto di vista tecnologico, per le nuove navi ordinate, si trattava comunque di navi con scheletro in legno ricoperte da una corazzatura a piastre e con cannoni ad avancarica, diversamente dalla nuova tendenza che si stava affermando con l'inglese HMS Warrior, costruita interamente in ferro, dotata di cannoni a retrocarica e motore a vapore con propulsione ad elica, una combinazione di fattori che rese immediatamente obsolete le navi esistenti.

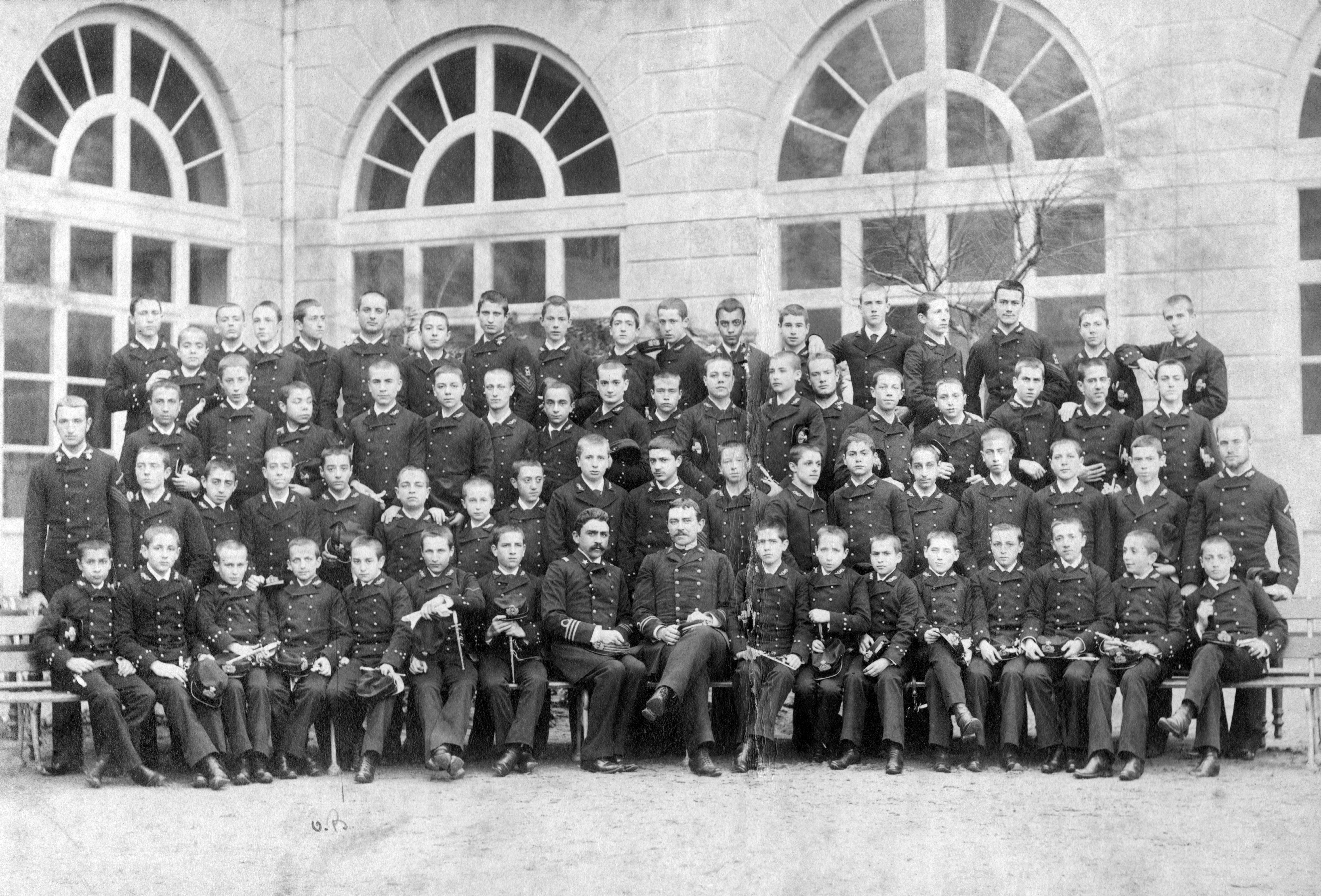
Una foto di un corso dell'Accademia navale di Livorno risalente al 1890 circa

Altri problemi attanagliavano però la giovane Regia Marina, nonostante la tradizione delle repubbliche marinare del Medioevo e del rinascimento, di fatto non c'era continuità tra queste e la nuova marina, a causa della mancanza di una lunga tradizione marinara militare della nuova classe dirigente piemontese, le cui origini si possono far piuttosto risalire all'inizio dell'Ottocento dopo la caduta di Napoleone Bonaparte soprattutto per mano della flotta britannica, ma coadiuvata anche dalla marina borbonica.
Inoltre le divisioni e le ostilità tra gli ufficiali provenienti dalle diverse marine, principalmente tra quelli provenienti dal Regno di Sardegna e quelli del Regno delle Due Sicilie erano decisamente deleterie per lo sviluppo della nuova arma. L'omogeneizzazione delle diverse marine fu inoltre ostacolata dal fatto di aver mantenuto entrambe le precedenti scuole ufficiali (quella di Genova e quella di Napoli) piuttosto che unificarle in un'unica scuola, fatto che contribuì a mantenere aperte le divisioni esistenti; il problema venne poi superato con l'istituzione dell'Accademia navale di Livorno, voluta dall'allora Ministro della Marina, l'ammiraglio Benedetto Brin, ed inaugurata il 6 novembre 1881.
Il personale, che per la sua eterogeneità fu uno dei problemi della giovane Regia Marina, era principalmente formato da:
- equipaggi della Real Marina del Regno delle Due Sicilie - Armata di Mare, vale a dire campani, abruzzesi, lucani, pugliesi, calabresi e siciliani.
- equipaggi della Marina sarda, cioè sardi, liguri e piemontesi più toscani, emiliani e romagnoli aggiuntisi dopo i plebisciti della primavera del 1860.
- equipaggi di parte della Marina pontificia, prevalentemente marchigiani, arruolati dopo l'assedio di Ancona del 1860, che permise l'annessione di Marche ed Umbria.
- equipaggi che avevano prestato servizio presso le formazioni garibaldine (in molte fonti vengono denominati come "personale della Marina siciliana o garibaldina"), provenienti da tutte le parti della penisola ed incorporati dopo la fine della campagna.

## Da Lissa al primo conflitto mondiale

### La battaglia di Lissa
Il "battesimo del fuoco" della neonata Arma avvenne nella battaglia di Lissa, combattuta presso l'omonima isola del Mare Adriatico, nell'ambito della terza guerra d'indipendenza, che vide contrapposta l'Italia all'Impero austriaco. L'allora ministro della Marina Agostino Depretis elaborò un piano che prevedeva il bombardamento ed il successivo sbarco di un corpo d'occupazione a Lissa, sede di una base navale austriaca. Comandante della flotta era l'Ammiraglio conte Carlo Pellion di Persano.

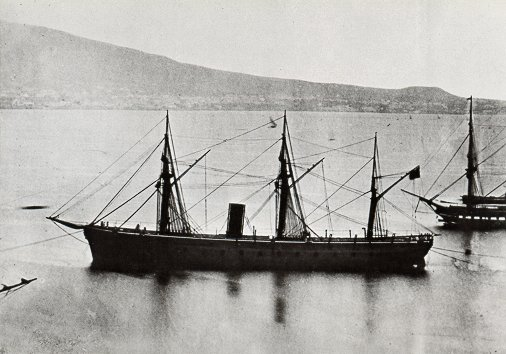
La Re di Portogallo del tutto identica al Re d'Italia

Il 16 luglio 1866 le unità italiane, suddivise in tre squadre partirono da Ancona e due giorni dopo, iniziarono le operazioni contro l'isola. La flotta austriaca guidata dall'ammiraglio Wilhelm von Tegetthoff, il quale disponeva di forze inferiori a quelle italiane, partì da Pola per contrastare la forza marittima italiana.

Il Re d'Italia affonda dopo essere stato speronato dalla, nave ammiraglia di Tegetthoff

Il 20 luglio, le formazioni si avvistarono e Persano ordinò di sospendere le operazioni di sbarco a Lissa per riunire la flotta e ingaggiare la battaglia. In quella che fu l'ultima grande battaglia marittima nella quale si svolsero azioni di speronamento, la flotta austriaca inflisse una dura sconfitta a quella italiana, principalmente a causa degli errori commessi dal comandante italiano e delle incomprensioni tra lui e i suoi sottoposti, Vacca e Albini. Per quanto riguarda l'Albini, ad esempio, l'unica cannonata sparata dalle sue navi a Lissa fu per richiamare il Governolo e il Principe Umberto che, contravvenendo agli ordini ricevuti, si stavano recando a dare manforte a Persano. La sconfitta costò la perdita delle due pirofregate corazzate Re d'Italia, Palestro (in realtà una pirocorvetta) e ben 640 uomini. Una leggenda vuole che, dopo la vittoria, l'ammiraglio austriaco dedicasse uno sprezzante commento agli sconfitti, del quale esistono diverse versioni leggermente differenti, una delle quali recita: «Uomini di ferro su navi di legno avevano sconfitto uomini di legno su navi di ferro». In realtà, entrambe le flotte disponevano sia di vascelli lignei che di navi corazzate.
A questa sconfitta viene tradizionalmente fatto risalire l'uso del fazzoletto nero dal doppio nodo che i marinai italiani indossano ancora al giorno d'oggi come parte della propria uniforme, come simbolo del lutto per l'esito di tale battaglia. In realtà sia nella Real Marina del Regno delle Due Sicilie che nella Regia Marina Sarda era d'uso il fiocco nero.

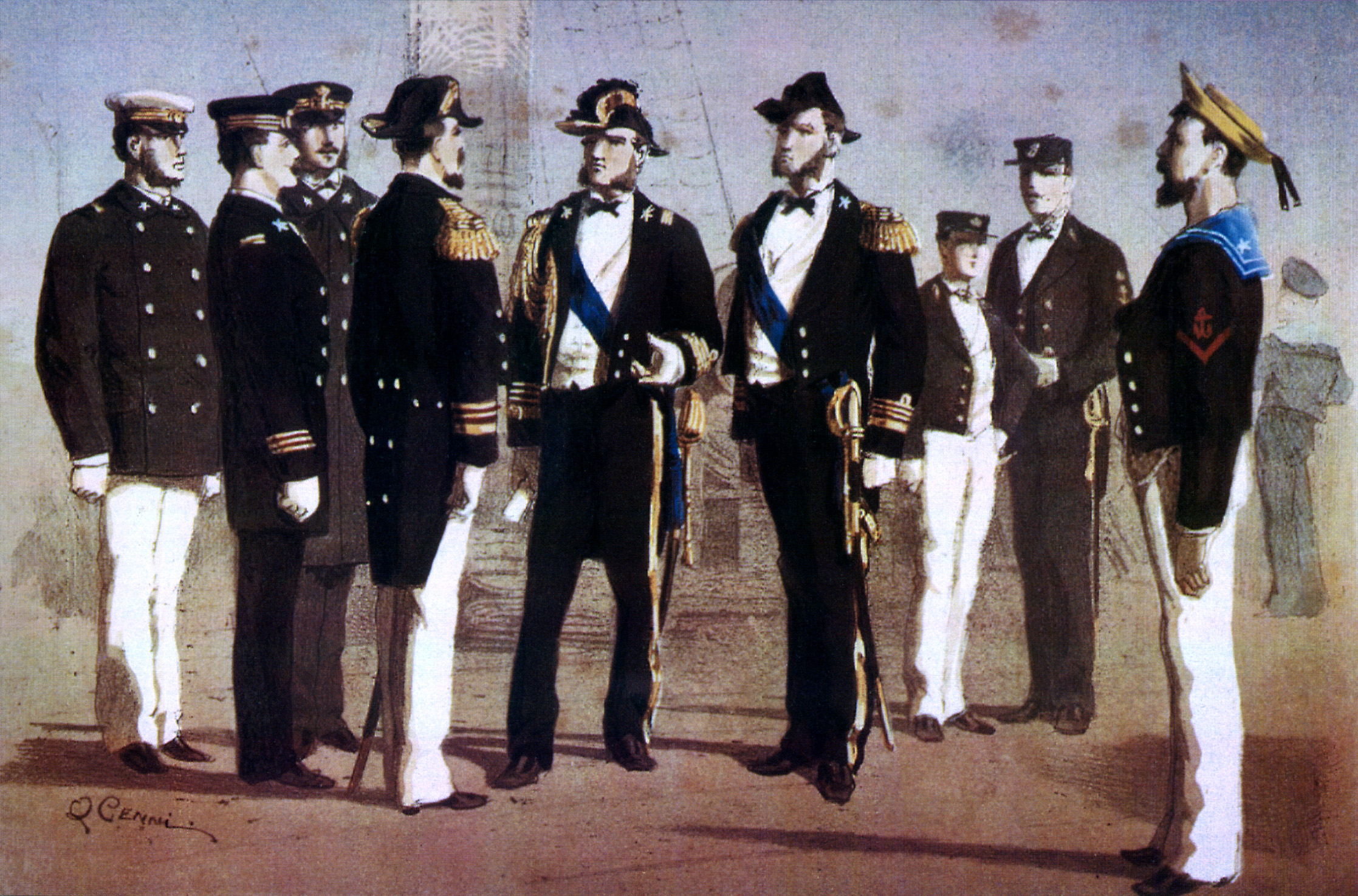
Tavola del pittore Quinto Cenni con le divise della Regia Marina nel 1873

Lissa fu un disastro per la Regia Marina e per l'intero Paese anche perché seguiva di pochi giorni la sconfitta subita dall'esercito a Custoza. Alla sconfitta così pesante, si aggiunsero ben presto le restrizioni economiche nel bilancio, dovute alla crisi economica che aveva colpito il paese: il discredito della Marina e le condizioni di depressione morale, la triste situazione finanziaria del Paese dopo la campagna del 1866, che imponevano grandi economie, implicavano il grave pericolo che rimanesse incompresa la necessità del potere marittimo; il fatto che la Marina italiana nel 1866 aveva mancato ad un compito offensivo non costituiva un insegnamento capace di far emergere come essa tuttavia fosse indispensabile quale mezzo di difesa, data la nostra posizione geografica, l'estensione e la vulnerabilità del litorale.
Il periodo negativo durò ancora un decennio circa; solo dal 1877 con Benedetto Brin ministro, vi fu una costante crescita degli stanziamenti che nel 1890 consentì all'Italia di entrare nel novero delle potenze marittime, arrivando a ricoprire il terzo posto tra le maggiori flotte mondiali.
La Regia Marina si dotò, infatti, di nuove e moderne corazzate ed avviò l'ammodernamento della propria flotta. Tra queste, le due navi della classe Duilio che con i loro cannoni da 450 mm potevano distruggere qualunque nave esistente pur non essendo dotate di una corazzatura proporzionata al loro potere offensivo; fatto importante dal punto di vista strategico, le due navi della classe potevano affrontare da sole l'intera squadra navale francese dell'epoca, principale rivale dell'Italia nel Mediterraneo. Inoltre la successiva classe Italia, che rispetto alla classe precedente aveva l'armamento non in torre ma in barbetta, con una corazzatura ancora più ridotta e la cui protezione passiva era costituita da una fitta compartimentazione interna, oltre a una grande autonomia; altro aspetto notevole della classe Italia era la sua capacità di imbarcare nei suoi grandi volumi interni un elevato numero di soldati, rendendola di fatto l'antesignana di una nave da sbarco e quindi con capacità di proiezione strategica. Un unico aspetto in apparente contrasto con la politica di rafforzamento di Brin fu l'eliminazione nel 1878 della Fanteria Real Marina, gli avi dell'attuale Reggimento San Marco. Dal punto di vista strategico la Regia Marina si rivolse soprattutto al teatro occidentale, in vista di una possibile guerra difensiva con la Francia.

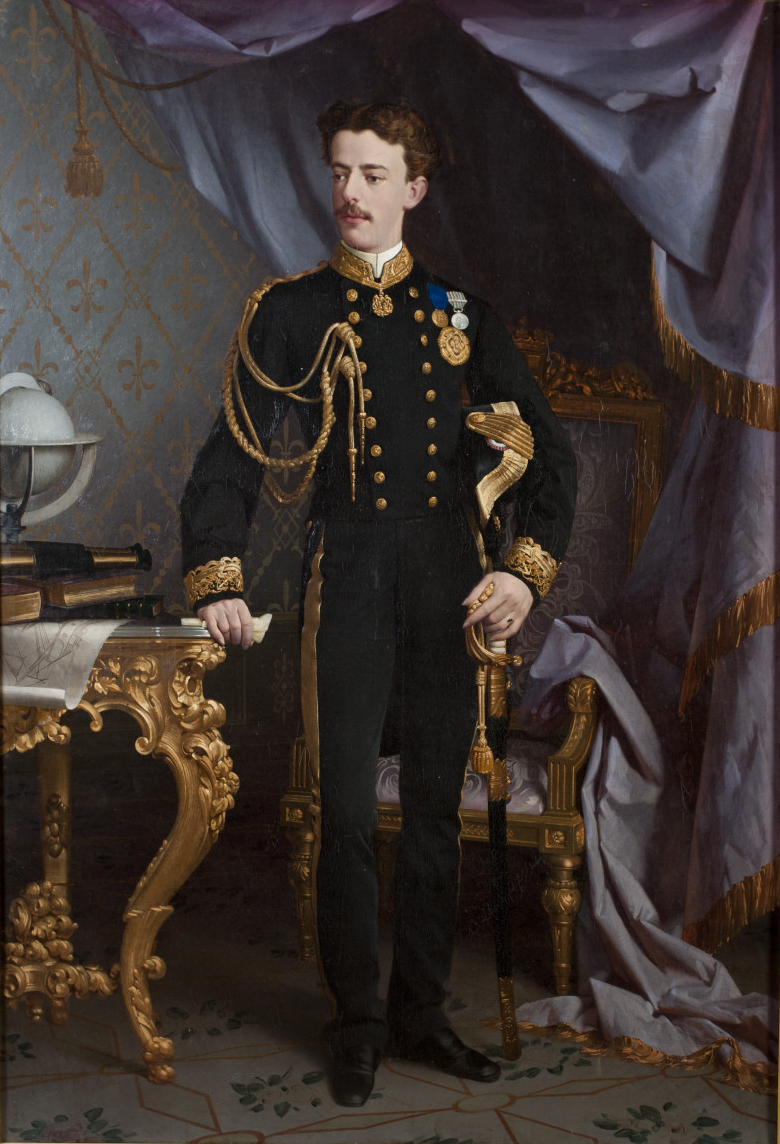
Un giovane Umberto I ritratto in uniforme da ammiraglio della Regia Marina. Re Umberto fu un acceso sostenitore dell'aumento degli stanziamenti per la Marina e della scelta politico-strategica di Simone de Saint-Bon e Benedetto Brin a favore delle grandi navi da battaglia.

### I progettisti navali

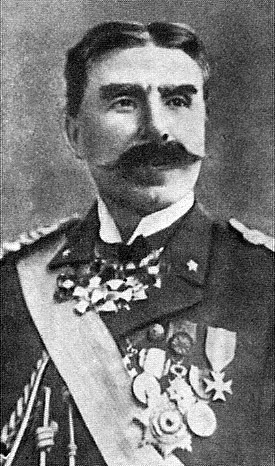
Vittorio Cuniberti

In questo periodo la Regia Marina vide crescere un gruppo di progettisti molto preparati, che furono gli artefici della realizzazione delle classi di corazzate ed incrociatori che riportarono la cantieristica navale italiana ai vertici nello scenario mondiale fino alla prima guerra mondiale; tra essi, oltre all'eclettico Benedetto Brin, generale del Corpo del genio navale oltre che politico, Edoardo Masdea e soprattutto Vittorio Cuniberti che fu il teorizzatore della nave da battaglia monocalibro, della quale articolò per primo il concetto di una nave da battaglia armata solo di cannoni di grande calibro nel 1903. Quando la Regia Marina non perseguì la sua idea per questioni economiche e di volontà politica, Cuniberti scrisse un articolo intitolato An Ideal Battleship for the British Fleet (una nave da battaglia ideale per la flotta britannica) per Jane's Fighting Ships propagandando il suo concetto. Questo, che fu al centro di molte e animate discussioni tecniche su scala mondiale, verrà però realizzato dalla Royal Navy con la sua HMS Dreadnought che precederà di pochissimo la statunitense classe South Carolina. L'idea di Cuniberti avrebbe così radicalmente rivoluzionato il concetto di nave da battaglia e di strategia navale per il dominio dei mari, con un'accelerazione che avrebbe visto la fine solo con l'avvento della portaerei al centro di un gruppo da battaglia durante la seconda guerra mondiale.

### Le sperimentazioni
Negli anni a cavallo della fine del XIX secolo e l'inizio del XX alcune sperimentazioni vennero svolte a bordo di navi della Regia Marina, ad opera di Guglielmo Marconi. In particolare l'incrociatore Carlo Alberto, della classe Vettor Pisani venne attrezzato per compiere esperimenti di radiocomunicazione a lunga distanza. In particolare, nel 1902 venne dotato di un sistema di antenne disteso tra i due alberi che venne utilizzato per trasmissioni a lunga distanza, sulla tratta tra Ferrol e Poldhu; all'epoca la nave era al comando del contrammiraglio Carlo Mirabello, ed il tenente di vascello Luigi Solari coadiuvò Marconi negli esperimenti; lo stesso Solari venne intervistato dal il Resto del Carlino il 21 gennaio 1903 riguardo al successo delle trasmissioni e alla preparazione tecnica di Marconi.

### La convenzione navale del 1900 e i problemi nell'Alleanza
Con il trattato di Campoformio del 17 ottobre 1797, Venezia, l'Istria e la Dalmazia erano passate sotto l'Austria che, grazie a questi possedimenti, cominciò ad esercitare la propria influenza, quasi indisturbata, sul mare Adriatico. Successivamente a favore del Regno d'Italia ci fu l'annessione di Venezia del 1866, che sembrò riequilibrare in parte le cose, anche se l'Impero continuava a possedere l'importante porto di Trieste che, dopo l'apertura del canale di Suez, aveva acquisito a pieno titolo la funzione di porta principale tra Oriente ed Occidente.

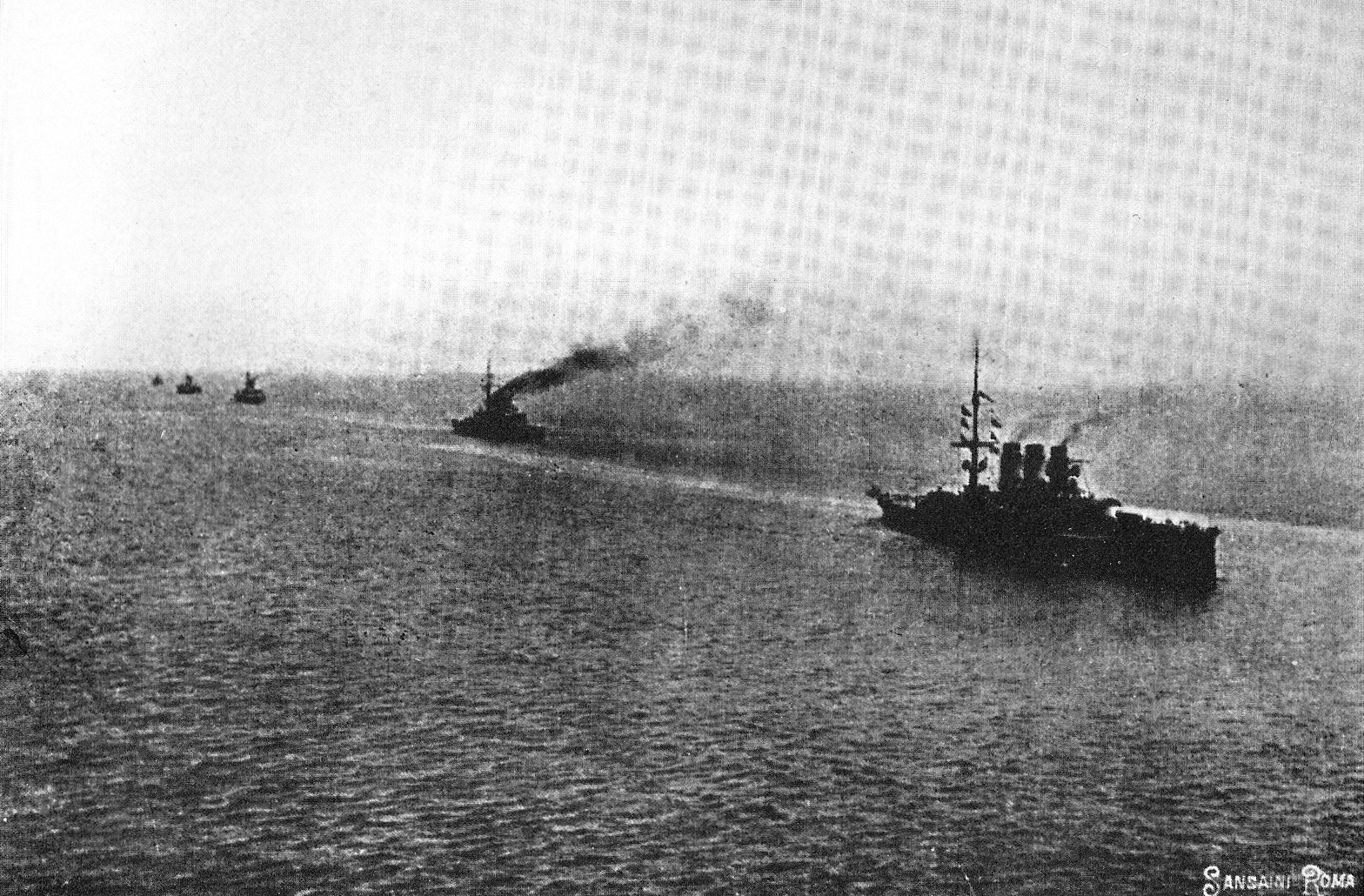
Ottobre 1911, navi italiane si dirigono verso Tobruch. L'unità capofila è una nave da battaglia classe Regina Elena.

L'egemonia austriaca nell'Adriatico però non vacillò, e per i successivi 38 anni, sembrò che l'Italia si fosse disinteressata dell'Adriatico, mentre l'Austria poteva indisturbata cercare di sopraffare il sentimento di italianità nei territori ad essa soggetti. Forse per non accrescere l'attrito le navi della Marina italiana si astennero dal mostrare la bandiera nell'Adriatico, il dominio austriaco sembrava definitivo, ma verso la fine del XIX secolo, questo periodo di "disinteresse" verso il Golfo di Venezia non fu l'unico problema per la Marina del Governo Crispi. Un forte disavanzo nel bilancio dello Stato diminuì fortemente i fondi destinati alle Forze Armate e anche la Marina risentì particolarmente di questo calo nei finanziamenti. Negli anni seguenti, parallelamente alla crescita delle altre marine, la Marina italiana scese dal terzo al settimo posto tra le potenze marittime, e per la sua sicurezza non poteva fare affidamento nemmeno sugli alleati, in quanto fino al 1900 non esistevano piani navali nell'ambito della Triplice Alleanza che stabilissero una risposta congiunta ad un eventuale attacco francese.
Così, dal 5 novembre al 5 dicembre 1900 ebbe luogo una serie di incontri atti a regolamentare l'eventualità di una guerra navale, al termine dei quali fu deciso che la flotta italiana in caso di conflitto, avrebbe dovuto assumersi la difesa di tutto il Mediterraneo ad eccezione dell'Adriatico, affidato alla flotta austriaca, mentre la Germania sarebbe rimasta a difendere i suoi interessi nel Mare del Nord. In sintesi, l'Austria non si sarebbe allontanata dal suo "bacino". Se i risultati militari non procedevano a dovere, i rapporti politici non andavano meglio tra i paesi dell'Alleanza. Ad inizio del secolo, mentre i rapporti con la Francia andavano migliorando, quelli con l'Austria tornavano a diventare ostili, e la Triplice Alleanza iniziò a mostrare segni di cedimento, proprio quando subì un altro colpo con l'occupazione italiana della Tripolitania e della Cirenaica.
L'Italia tentava di assumere un ruolo di rilievo nella politica coloniale europea, abbandonata dopo le sconfitte in Eritrea e Somalia, ma che voleva essere ripresa nei territori nordafricani che costituivano parte dell'Impero ottomano. Chiaramente i rapporti tra i due paesi si deteriorarono rapidissimamente e il 28 settembre 1911 fu consegnata la dichiarazione di guerra all'Impero turco.

### La guerra italo-turca

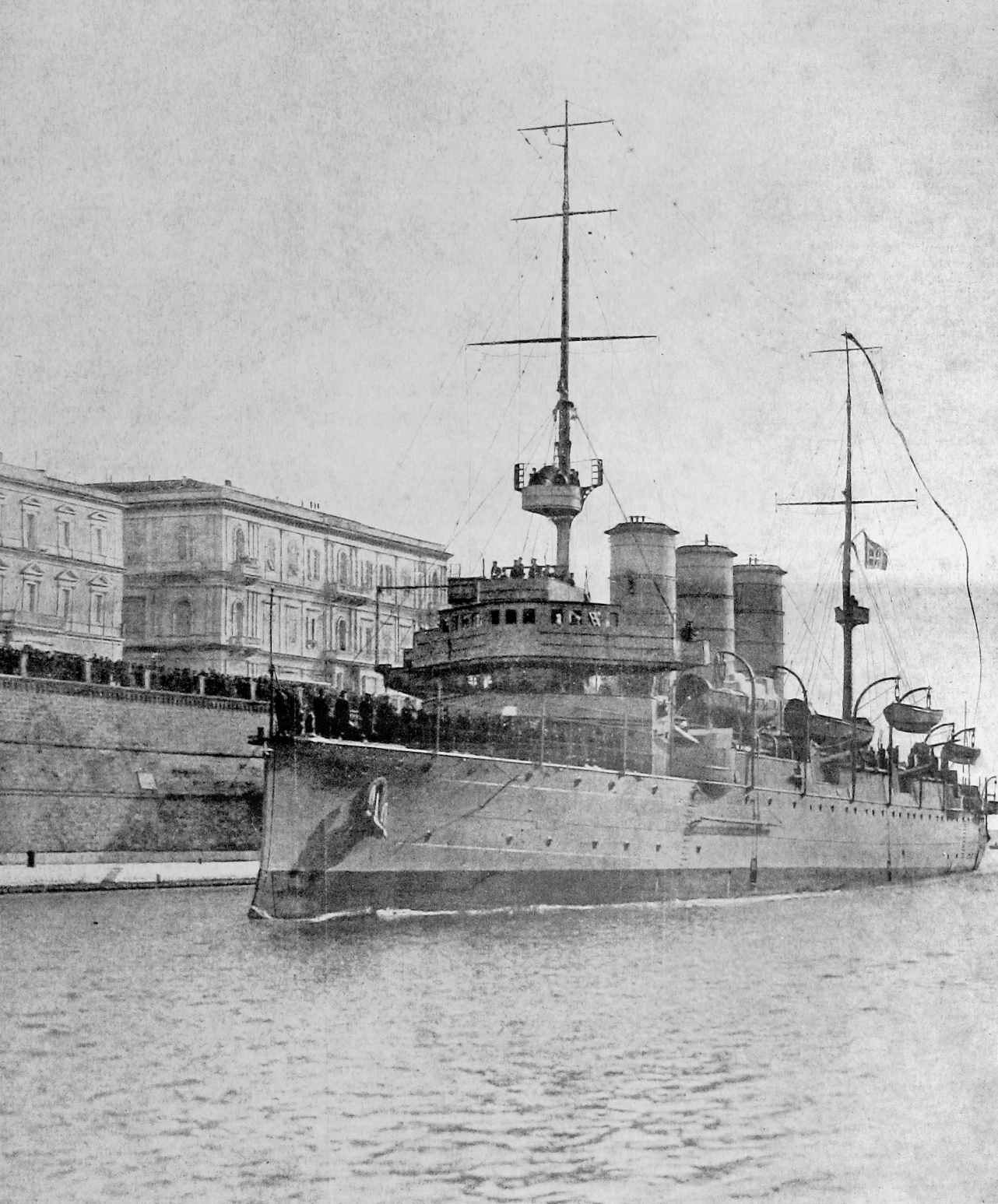
L'esploratore Libia.

Durante il conflitto la Regia Marina fu pesantemente impegnata, sia per appoggiare le operazioni a terra che per contrastare le manovre della flotta turca, che comunque non era molto consistente. La squadra navale italiana dell'ammiraglio Raffaele Borea-Ricci il 30 settembre si presentò davanti al porto di Tripoli, il 2 ottobre iniziarono i bombardamenti e il 5 un contingente di Fanteria di Marina comandato dal capitano di vascello Umberto Cagni di Bu Meliana occupò la città; successivamente nel mese di ottobre furono occupate dalla Fanteria di Marina in ordine Tobruch (il 4), Derna (il 19), Bengasi (il 20), Homs (il 21) e Zuara, mentre la Marina fu utilizzata nuovamente per occupare le isole di Rodi e il Dodecaneso, anch'esse sotto dominio ottomano. Nel teatro dell'Egeo infatti una consistente forza navale operò in modo da impedire qualunque movimento turco in mare, bombardando il 19 aprile 1912 i forti dei Dardanelli con le unità da battaglia come le corazzate classe Regina Margherita e gli incrociatori corazzati classe Pisa e classe Giuseppe Garibaldi, mentre reparti da sbarco occupavano le isole Sporadi Meridionali.
Un secondario teatro di operazioni fu la costa libanese, dove gli incrociatori corazzati Garibaldi e Ferruccio, comandati dal contrammiraglio Paolo Thaon di Revel, il 24 febbraio 1912, in un'azione congiunta affondarono la vecchia cannoniera turca Avnillah e la torpediniera Angora nel porto di Beirut. Nel Mar Rosso, la battaglia di Kunfida del 7 gennaio 1912 vide una flottiglia italiana composta da un incrociatore e due cacciatorpediniere prevalere su sette cannoniere (tutte affondate) ed uno yacht armato turchi. Infine il 18 luglio 1912 una squadriglia di torpediniere comandata dal capitano di vascello Enrico Millo tentò il forzamento dello stretto dei Dardanelli, ma l'azione venne abortita dopo che una torpediniera si incagliò e venne recuperata dopo varie ore, sotto il tiro dei cannoni turchi; perduto l'effetto sorpresa e non potendo concludere l'operazione col favore dell'oscurità, la squadriglia invertì la rotta senza perdite. La Marina in questo modo riuscì dopo Lissa ad avere successo in un'altra importante campagna militare.

### La convenzione navale del 1913
Fin dal 1900 le finanze dello Stato italiano avevano ricominciato a migliorare e lo stesso bilancio della Marina si attestò su buoni livelli. Il 1º aprile 1913 il viceammiraglio Paolo Thaon di Revel assunse l'incarico di capo di stato maggiore della Regia Marina, incarico delicato in un periodo di rapide evoluzioni tecnologiche e incertezze politiche nello Stato e nelle stesse forze armate. L'ammiraglio fu molto critico fin dall'inizio nei rapporti che legavano l'Italia alle potenze centrali che riteneva insufficienti a garantire un successo in caso di conflitto contro un'alleanza franco-russa. Secondo il nuovo capo di Stato Maggiore, in caso di conflitto, la Marina italiana non avrebbe dovuto preoccuparsi di difendere anche gli interessi delle altre potenze, bensì concentrarsi sui propri, e agire politicamente e militarmente in questo senso; ma l'obbligatoria obbedienza alla politica vincolò Thaon di Revel a indire una nuova riunione diplomatica interalleata per rivedere gli accordi navali in vigore.
I lavori ebbero luogo a Vienna tra il 3 e il 23 giugno 1913, in cui l'Italia riuscì a convincere gli alleati che solo con un concreto aiuto della stessa flotta austriaca, quella italiana avrebbe potuto garantire la sicurezza nell'Adriatico, altrimenti a rischio in caso di attacco da parte della forte flotta francese. Tali osservazioni ritenute valide però dovettero ottenere in cambio l'assegnazione in caso di guerra del Comando supremo delle forze navali alleate all'Austria-Ungheria.
In sintesi, l'Italia era riuscita ad allontanare la flotta austriaca dall'Adriatico, nel quale in caso di conflitto sarebbero rimaste forze navali miste tra le più antiquate a protezione delle coste. La preoccupazione tuttavia era se la flotta della Triplice Alleanza sarebbe stata in grado, e per quanto tempo, di contrastare efficacemente la flotta dell'Intesa.

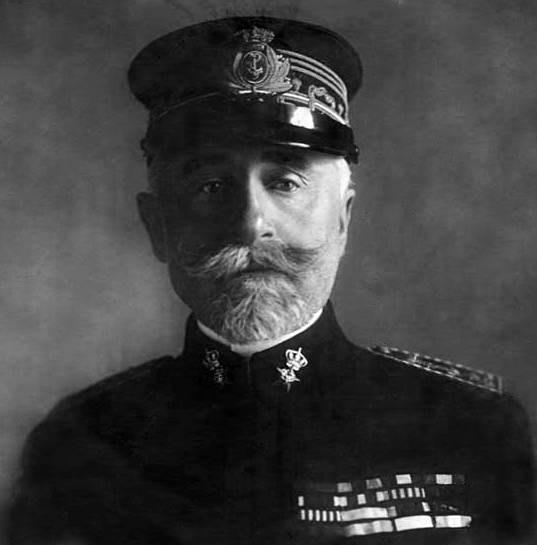
L'ammiraglio Paolo Thaon di Revel.

### Il potenziamento
Dall'assunzione del comando della Regia Marina, Thaon di Revel dovette provvedere ad un riordino generale dell'Arma: per la scarsità di fondi che colpì la Marina negli ultimi decenni del XIX secolo, la sua organizzazione, il suo potenziale e le componenti della sua flotta erano afflitti da diversi problemi, che andavano dalla scarsa potenza delle difese costiere allo scarso livello di mezzi e materiali fino alle carenze numeriche e addestrative a livello di personale. L'ammiraglio iniziò quindi un determinato confronto con le istituzioni politiche per tentare di dare al paese uno strumento navale adatto, bilanciato, efficiente e moderno, dotato di navi da battaglia, ma al contempo provvisto di una grande varietà di unità sottili e siluranti così come sommergibili e idrovolanti; macchine che nelle marine europee avevano raggiunto un ragguardevole livello di sviluppo.

#### Il personale
Dopo la guerra di Libia, il personale di servizio della Regia Marina subì una pesante riduzione, e per questo motivo l'ammiraglio Thaon di Revel fece presente dal primo momento del suo insediamento come capo di Stato Maggiore al Ministero le gravi carenze di personale di ogni livello che affliggeva la Marina. Thaon di Revel propose che venissero completati il prima possibile i quadri organici degli ufficiali e che la forza del Corpo Reale Equipaggi (CRE) fosse aumentata per avere almeno al completo gli uomini delle navi da battaglia.
Però queste richieste, per ragioni di bilancio, non trovarono accoglimento, e al 1914 il numero degli ufficiali comprensivi della riserva e del complemento era pari a 2 163 unità delle quali un migliaio di vascello, mentre il personale CRE ammontava ad appena 40 000 uomini.
Nelle colonie del Corno d'Africa e poi della Libia fin dal 1902 la Regia Marina reclutò ascari di marina. L'arruolamento era volontario tra gli eritrei, somali e poi tra i libici di età compresa tra 16 e 30 anni. Oltre che per negli equipaggi marittimi della Flotta del Mar Rosso, gli ascari prestavano servizio anche nel Corpo delle capitanerie di porto.

#### Le difese costiere
Per molti anni venne privilegiato l'approntamento delle difese costiere tirreniche, invece le coste adriatiche rimasero ad un livello di arretratezza preoccupante: le artiglierie erano obsolete e inconsistenti al confronto con le moderne artiglierie navali di cui erano dotate le navi da battaglia, cosicché queste potevano infliggere gravi danni restando fuori dalla portata delle batterie costiere.
Nel maggio 1913 la Commissione Suprema per la Difesa dello Stato approvò un piano di lavori per la sistemazione difensiva del litorale per una spesa di 124.173.000 lire con lo scopo di riordinare alcune batterie antisiluranti e delle stazioni fotoelettriche. Ad un anno di distanza, e dopo l'approvazione di un altro programma finanziario, fino all'ingresso in guerra, nessuno dei lavori di adeguamento previsti era in opera; l'Italia si presentava quindi con delle grosse carenze difensive soprattutto e paradossalmente proprio nell'Adriatico, mare in cui ci si stava preparando a convogliare la maggior parte degli sforzi.

#### Le costruzioni navali

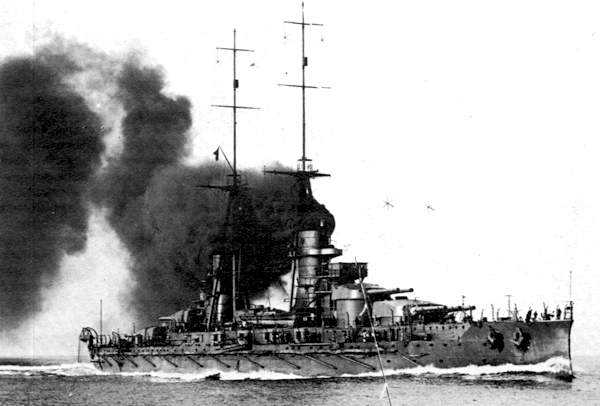
Prova di velocità della Giulio Cesare nel 1914

Agli inizi del secolo era stato approvato un programma di costruzioni navali con l'impostazione di tre grandi unità navali ogni tre anni, in modo da sostituire quelle più vecchie, e in tempi relativamente brevi costruire una flotta moderna e omogenea. Nonostante la Regia Marina considerasse come nemico potenziale la Francia, in seguito al potenziamento navale austriaco messo in atto nel 1908, lo Stato Maggiore italiano presentò un elaborato nel quale si presentava una strategia che consisteva nell'assumere il ruolo di flotta bloccante e costringere la flotta austriaca all'interno dei suoi sicuri porti.
Questa strategia richiedeva però un elevato numero di unità, in rapporto minimo di 2 a 1, ma come al solito i fondi disponibili non furono sufficienti a sostenere lo sforzo economico richiesto, che fu quindi ridotto dopo la firma della convenzione navale del 1913. Nella primavera del 1914, senza contare le unità più datate, la Regia Marina aveva in servizio tre unità monocalibro di ottimo livello per velocità, potenza e protezione: il Dante Alighieri (prima dreadnought costruita in Italia e progettata da Masdea), il Giulio Cesare (entrambe da 19 500 tonnellate) e il Leonardo da Vinci da 22 400 tonnellate, una quarta, il Conte di Cavour (24 550 t) era prossima all'ingresso in linea, mentre il Duilio e l'Andrea Doria da 22 700 t erano in allestimento. A queste si aggiungevano la Divisione Corazzate del tipo Regina Elena, le due Margherita e gli incrociatori corazzati tipo Pisa e San Giorgio anch'essi dotati di buone prestazioni generali, oltre ai tre vecchi Garibaldi da 7 350 tonnellate. Il resto della flotta era poi completata dagli esploratori Quarto, Bixio, Libia e Marsala, cui era previsto vi si aggiungessero i piroscafi della classe Città, armati con cannoni da 120 mm.
Nel 1910 aveva avuto inizio la costruzione di due cacciatorpediniere classe Audace e otto classe Indomito da 680 t, queste ultime di buona qualità, su cui l'ammiraglio fece affidamento, così nel 1913 furono impostati 8 cacciatorpediniere classe Rosolino Pilo, da 770 t simili alle classi Audace e Indomito. Quell'anno furono poi approntati anche tre esploratori leggeri da 1 000 t classe Alessandro Poerio e l'anno successivo iniziò la costruzione delle tre unità della classe Mirabello, simili alle Poerio ma da 1 500 t, veloci e potenti che rientravano sempre nella categoria degli esploratori leggeri. Il naviglio di squadra era poi completato da 11 cacciatorpediniere classe Soldato da 400 tonnellate, sei cacciatorpediniere classe Borea da circa 370 t e 5 classe Lampo da 350 t costruiti un decennio prima. Infine in linea vi erano poi 28 torpediniere da 200 tonnellate, e torpediniere costiere di vario tipo con compiti di pattugliamento, scorta e antisommergibile.

#### I sommergibili

Il Nautilus in uscita dal Mar Piccolo a Taranto, sotto il ponte girevole, 1911

Già dal 1890 la marina italiana si interessò della nuova arma sottomarina, quando fu impostato e prodotto nell'Arsenale di La Spezia il sommergibile Delfino, che però non ebbe molta fortuna in quanto il progetto dopo un primo abbandono fu reso operativo solo quattordici anni dopo. Quando nel 1913 Thaon di Revel assunse il comando, si dimostrò subito molto interessato allo sviluppo dei mezzi subacquei, tanto che riuscì a far approvare un programma che portasse il numero di unità sommergibili dalle iniziali 12 al numero di 36, insufficienti nei confronti delle 92 unità già in possesso della marina francese, ma decisamente superiori alle 6 in possesso della marina austriaca.
Nel 1914 la flotta contava oltre al Delfino anche cinque Glauco da 160 tonnellate costruiti prima del 1910, il Foca poco più grande e otto classe Medusa da 250 tonnellate muniti di due tubi lancia siluro, il Nautilus e il Nereide da 225 tonnellate e il Giacinto Pullino da 355 tonnellate a cui a dicembre verrà affiancato il Galileo Ferraris. All'inizio delle ostilità fu anche requisito l'Argonauta, esemplare unico costruito per la Marina zarista, che fu al centro di un singolare dirottamento durante il collaudo.

#### L'aviazione marittima

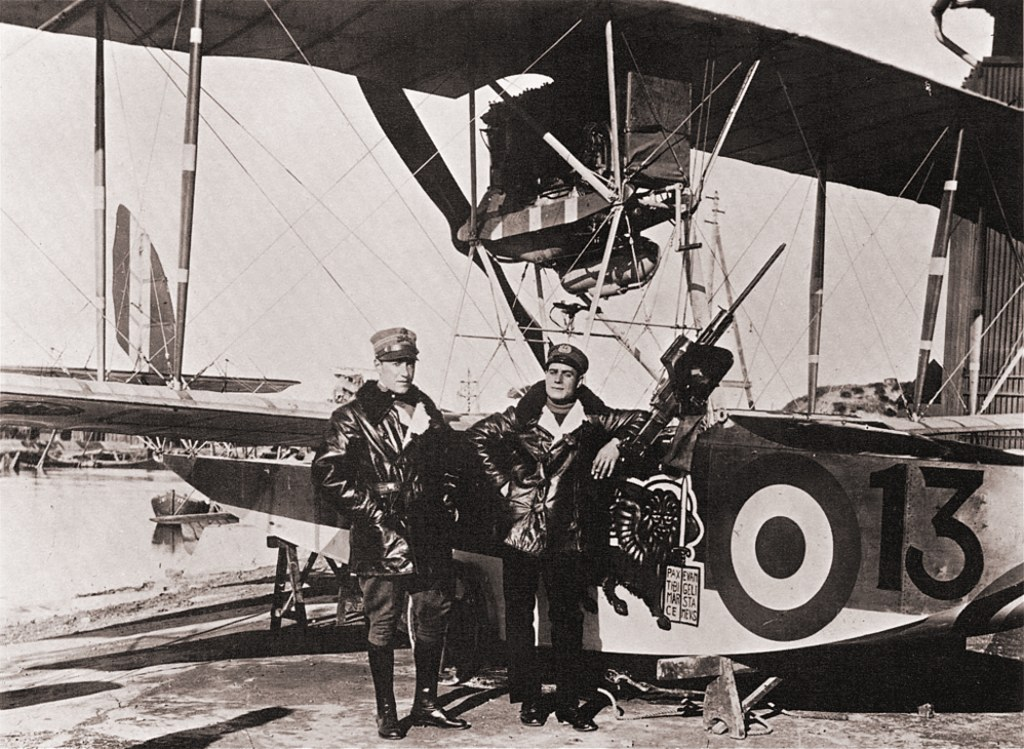
Un Macchi L.3 con il suo equipaggio

L'Italia fu la prima nazione ad impiegare il mezzo aereo in un conflitto, precisamente durante la guerra italo-turca, e da allora, l'arma aerea fece notevoli progressi anche grazie all'interesse di Thaon di Revel, che diede un impulso nell'acquisizione di nuove macchine e la costruzione di aeroscali e stazioni di idrovolanti.
La Regia Marina iniziò a provare interesse verso l'aviazione all'inizio del XX secolo cominciando ad adattare alcune sue unità anche al compito di nave aerostiera. Fu nell'ambito delle esercitazioni effettuate nell'ottobre 1907 che l'incrociatore corazzato Elba, così adibito, effettuò delle operazioni di ricognizione ed avvistamento di zone minate operando grazie a palloni frenati. Pur conseguendo risultati giudicati contrastanti, negli anni seguenti venne dato seguito a quella teoria.
In quegli anni si stava sviluppando anche l'aviazione con il "più pesante dell'aria" e la nuova tecnologia ebbe sostenitori nella sua applicazione in campo navale, quali il tenente di vascello Fausto Gambardella, ipotizzando anche la creazione di unità appositamente studiate per trasportare aerei, idea molto simile al futuro concetto della portaerei. Un pilota di aerostato, Ettore Cianetti della Brigata Specialisti del Genio di Roma, si espresse invece negativamente ed in favore del dirigibile, pur se limitatamente a operazioni in quota nelle vicinanze di stazioni costiere, affermando che l'utilizzo dell'aeroplano non era possibile data la sua tecnologia difficilmente applicabile alle operazioni militari.
La crescente curiosità verso il nuovo mezzo aereo creò la disponibilità di un primo nucleo di piloti i quali fondarono una scuola di pilotaggio a Venezia, che nel marzo 1913 venne presa in carico dalla Regia Marina e battezzata Squadriglia "San Marco", e che poteva contare su una flotta già di otto idrovolanti di vari modelli.
Nel maggio 1913, sempre sotto l'impulso del capo di Stato Maggiore, fu decisa la costituzione di una sezione "Aviazione marittima" presso il 1º Reparto dello S.M. e, nel marzo del 1914, fu istituito il 5º Reparto che permise alla Marina di possedere un servizio aeronautico embrionale, con alcune stazioni, pochi piloti e un numero esiguo di idrovolanti.
Il 5º Reparto successivamente presentò alcuni piani di ampliamento, riuscendo ad arrivare allo scoppio del conflitto con una "flotta" composta da 14 idrovolanti di vario tipo, ripartiti tra la scuola di Venezia, quella di La Spezia e le grandi unità Dante Alighieri, Amalfi e San Marco; un nuovo aeroscalo a Ferrara con l'aeronave "M2", un aeroscalo a Jesi, uno in costruzione a Pontedera, un'aeronave collaudo tipo "V" a Vigna di Valle.

### L'approssimarsi del conflitto

#### L'agosto 1914
Con l'attentato di Sarajevo e il cataclisma politico che ne derivò, l'Italia decise per la neutralità, come per altro fecero altri paesi europei, ma oramai la miccia della guerra era stata accesa, e l'Italia si trovò a dover affrontare una situazione molto critica: da una parte l'alleanza ufficiale con gli Imperi centrali che avevano dato inizio alle ostilità, e dall'altra i forti interessi che il governo italiano avrebbe potuto sfruttare per un'alleanza con l'Intesa. Il 3 agosto dopo la dichiarazione di neutralità il Ministro della Marina emanò a tutte le capitanerie di porto la circolare nº27380:
La neutralità influì non tanto sulla Regia Marina ma soprattutto sui piani difensivi dei suoi alleati, infatti con la flotta tedesca impegnata nel Mare del Nord, la flotta austriaca si trovò improvvisamente sola contro le forze navali dell'Intesa, rispetto alle quali, considerando anche solo la flotta francese, era decisamente inferiore.
Così l'Austria decise di richiudersi all'interno dei suoi porti, e il fronte marittimo si contrasse entro la fascia costiera orientale dell'Adriatico fino allo sbocco del canale d'Otranto.
La neutralità dell'Italia fu un elemento di cui l'ammiraglio austriaco Anton Haus dovette tener conto, in quanto un intervento del Regno d'Italia a fianco dell'Intesa avrebbe fatto diventare la Marina italiana il maggior antagonista della flotta austriaca, e per questo motivo venne deciso di mantenere il quanto più possibile intatta la flotta e tenerla pronta contro un possibile scontro con l'Italia.

#### La Regia Marina si prepara alla guerra

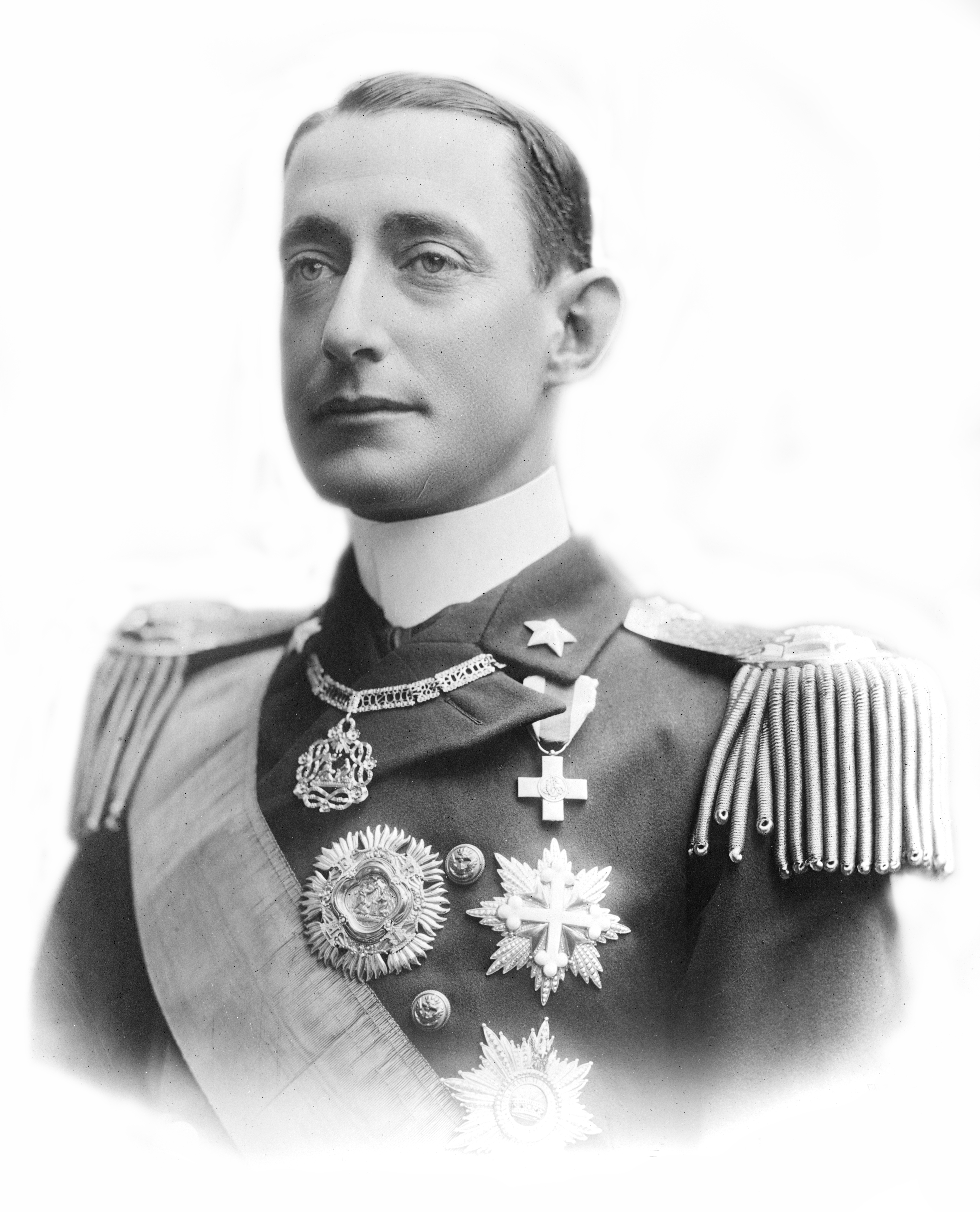
Il Duca degli Abruzzi, comandante dell'Armata Navale

I vertici della Marina presentarono immediatamente una serie di relazioni al capo di stato maggiore e al Consiglio dei ministri sullo stato della Forza Armata analizzata il primo agosto 1914, da cui l'ammiraglio Thaon di Revel rilevava che in un'ipotesi di conflitto tra l'Alleanza e l'Intesa, il rapporto tra le forze navali era sfavorevole per l'Alleanza, considerando anche che un intervento inglese nel Mediterraneo assieme alla flotta francese avrebbe reso praticamente impossibile ogni speranza di vittoria degli Imperi centrali nel Mediterraneo, anche con l'intervento italiano a fianco dell'Austria. Inoltre la grande estensione di coste italiane, e la mancanza di adeguate difese costiere soprattutto per i poli industriali marittimi di Genova, Livorno, Civitavecchia, Napoli, Palermo e Ancona avrebbero reso vulnerabili questi centri, che sarebbero stati certamente obiettivi delle eventuali offensive marittime anglo-francesi.
Poi c'era la questione delle colonie, in quanto in caso di conflitto la Regia Marina avrebbe incontrato seri problemi a mantenere i collegamenti con queste, essendo le rotte in questione sotto controllo inglese.
Tutte queste motivazioni di carattere marittimo influenzarono sicuramente anche le scelte politiche che l'Italia fece nei mesi successivi, ma nonostante l'iniziale neutralità, il Ministero della Guerra intensificò gli stanziamenti alla Marina in modo da cominciare un'opera di potenziamento della flotta, del personale, delle difese costiere e degli stessi piani di guerra. Quindi mentre si incrementava lo strumento militare, i vertici della Marina consideravano anche il probabile impegno armato contro l'Impero austro-ungarico, e di conseguenza modificarono i piani che prevedevano il mare Adriatico come principale teatro delle operazioni di guerra.
Il primo provvedimento a livello operativo allo scoppio del conflitto fu la ridislocazione della flotta nel porto di Taranto ove assunse la denominazione di "Armata Navale" che il 26 agosto 1914, fu posta al comando di S.A.R. il Duca degli Abruzzi, a cui seguirono i primi studi per eventuali operazioni contro l'Austria.
Fu ripresa l'ipotesi, già avanzata nel 1908, di un atteggiamento attendista della flotta avversaria a protezione dei suoi potentissimi porti che avrebbe agito solo con operazioni di naviglio minore per logorare la flotta italiana, alla ricerca del momento più favorevole per sferrare un decisivo attacco con le unità maggiori; e come evidenziato già nel 1908, l'unica strategia attuabile doveva consistere nel blocco del traffico nemico, con l'intento di far uscire dai porti le unità maggiori per portarle lontano dalle basi e impegnarle in battaglia.
Altra decisione fu quella, in caso di conflitto, di occupare territorialmente una parte della costa nemica per assicurare il sostegno del fianco destro dell'Armata, di creare un blocco all'imbocco del canale d'Otranto per impedire alle navi austriache di uscire dall'Adriatico, di minare le principali linee di comunicazione nemiche e cercare di assicurare il dominio nell'Alto Adriatico anche per sostenere le operazioni del Regio Esercito sull'Isonzo.
Intanto mentre la diplomazia e la politica lavoravano alacremente per assicurare al paese le più vantaggiose condizioni per entrare in guerra a fianco dei più probabili vincitori, a fine 1914 cominciava a preoccupare la situazione in Albania, specialmente per la sua parte più meridionale dove l'avanzata austroungarica in Serbia minacciava di portare sotto l'influenza dell'Impero lo Stato albanese; questo avrebbe penalizzato fortemente la possibilità di controllare il Canale d'Otranto, la tanto importante porta per l'Adriatico. Così venne deciso di instaurare rapidamente dei presidi a Saseno e Valona, con delle azioni presentate come "esercizio di polizia marittima per impedire il contrabbando di armi" per cui fu incaricata la Marina, che occupò le città in cui il 25 dicembre fece sbarcare i primi marinai in attesa dell'arrivo dell'esercito che avvenne quattro giorni dopo.

## La Marina nella Grande Guerra

Unità navali italiane impegnate nella caccia ai sommergibili, durante la prima guerra mondiale

Al momento dell'entrata in guerra dell'Italia contro gli Imperi centrali il 24 maggio 1915, la Regia Marina fu impegnata in azioni di pattugliamento dell'Adriatico, di supporto all'ala destra dell'esercito impegnato sull'Isonzo e di blocco del litorale austro-ungarico e del Canale d'Otranto. Nel corso del conflitto venne dato notevole impulso, sul fronte dei mezzi a disposizione, allo sviluppo della componente aerea della Marina. Furono infatti utilizzati, da quest'ultima, oltre agli aerei e ai dirigibili di stanza a terra anche idrovolanti installati a bordo e furono inoltre concepiti ed approntati nuovi mezzi d'assalto e mezzi veloci:
- tra i primi la Torpedine semovente Rossetti detta "mignatta": un siluro guidato da un equipaggio e dotato di due cariche esplosive da 175 kg ciascuna;
- come mezzo veloce d'assalto venne invece sviluppato il motoscafo armato silurante (MAS), cioè un'unità leggera, veloce, fornita di mitragliera, con siluri e bombe anti-sommergibile, sviluppata allo scopo di compiere azioni di sabotaggio dei porti nemici dell'alto Adriatico e di contrastare i sommergibili[60].

L'Italia inoltre costruì e mantenne in servizio diverse corazzate, ma queste non parteciparono ad alcuna battaglia navale degna di nota. Per la maggior parte della durata del conflitto le marine italiana ed austriaca mantennero infatti una sorveglianza relativamente passiva verso la controparte. Entrambe le parti compirono comunque alcune azioni di rilievo:
- Il 7 luglio 1915 il sommergibile tedesco UB 14, in quel momento operante come l'austroungarico U.26 in quanto la Germania non aveva ancora dichiarato guerra all'Italia, affondò l'incrociatore Amalfi, con soli 67 morti su un equipaggio di oltre 1300 uomini[61];
- Il 18 luglio 1915 l'incrociatore Giuseppe Garibaldi venne affondato dal sommergibile austriaco U-4 al comando di Rudolf Singule, presso la costa dalmata mentre era impegnato nel bombardamento della ferrovia Ragusa-Cattaro. Insieme alla nave andò anche persa la bandiera di combattimento.
- Le corazzate Benedetto Brin a Brindisi il 27 settembre 1915 e Leonardo da Vinci a Taranto il 2 agosto 1916 affondarono a seguito di esplosioni, una delle possibilità prese in considerazione per spiegare questi episodi, è che siano state sabotate dagli Austriaci[62].;
- tra il 12 dicembre 1915 ed il 23 febbraio 1916 le forze navali degli Alleati evacuarono dai porti albanesi di Durazzo, San Giovanni di Medua e Valona 260 895 persone, di cui circa 150 000 soldati dell'esercito serbo in rotta e oltre 20.000 prigionieri austro-ungarici[63]. La Regia Marina fornì 45 delle 81 navi complessivamente impiegate, con compiti sia di trasporto che di scorta. Nei viaggi di ritorno le stesse navi furono utilizzate per sbarcare 73.355 uomini del corpo di spedizione italiano in Albania, con relative provviste e artiglierie[64].
- nella battaglia del canale di Otranto, tra il 14 e il 15 maggio 1917, alcune unità austriache, gli incrociatori Novara, Helgoland e Saida, scortati da due cacciatorpediniere e tre sommergibili, tentarono il forzamento della barriera ma furono contrattaccati da una formazione alleata al comando dell'ammiraglio italiano Alfredo Acton, composta dagli incrociatori inglesi Dartmouth e Bristol, appoggiati da cacciatorpediniere italiani e francesi; 14 pescherecci antisommergibile vennero affondati dalle navi austriache, ma il Novara rientrò gravemente danneggiato a Cattaro a traino del Saida, e solo per la protezione offerta dalle altre unità che costrinsero le navi alleate ad interrompere l'inseguimento[65].
- 9 dicembre 1917 - porto di Trieste: Luigi Rizzo provocò l'affondamento della corazzata austriaca Wien.
- 10 febbraio 1918 - beffa di Buccari: Costanzo Ciano, Luigi Rizzo e Gabriele D'Annunzio provocarono l'affondamento di quattro piroscafi; l'azione ebbe notevole risonanza e contribuì a risollevare il morale delle truppe per il lancio su Vienna, da parte di d'Annunzio, di bottiglie contenenti un messaggio ed ornate di nastri tricolori[66].
- 10 giugno 1918 - impresa di Premuda: il tenente Luigi Rizzo e il guardiamarina Giuseppe Aonzo alla guida dei MAS 15 e 21 provocarono l'affondamento della corazzata austriaca Szent István. Questa azione è tuttora ricordata e celebrata con la Festa della Marina[67].
- 1º novembre 1918 - impresa di Pola: con una "mignatta" il maggiore Raffaele Rossetti e il tenente medico Raffaele Paolucci affondarono la corazzata Viribus Unitis.

Marinai combatterono anche a terra: infatti una brigata di fanteria di marina venne schierata nei ranghi della 3ª armata del duca d'Aosta e varie batterie costiere appoggiarono la fanteria dell'esercito; la brigata non era costituita come reparto ufficiale, tanto che la Fanteria di Marina verrà riformata solo a guerra finita, ma compagnie di "marinai fucilieri" (che era il nome della specializzazione dopo la riforma Brin) combatterono a Grado e a Cortellazzo ("Cortellazzo" è appunto il nome del battaglione logistico dell'attuale reggimento "Carlotto", che svolge funzioni di scuola e logistica, abbinato al "San Marco" nella "Forza da Sbarco della Marina Militare"); inoltre un gruppo d’artiglieria fu creato con i marinai superstiti dell'affondamento dell'incrociatore Amalfi ed impiegato con l'XI corpo d’armata sul Carso e un "raggruppamento Artiglieria Marina" con 100 cannoni venne creato ed inquadrato nel VII corpo d'armata, che operava sul fianco destro della 3ª armata. Successivamente, all'inizio del 1918, le varie compagnie vennero raggruppate in un reggimento costituito da tre battaglioni di fanti di marina, "Grado", "Caorle" e "Monfalcone", cui se ne aggiunse un quarto, il "Golametto", e un reggimento di artiglieria su otto gruppi. Il "Monfalcone" verrà il 9 aprile 1918 intitolato al suo ex comandante, MOVM alla memoria Andrea Bafile. Inoltre imbarcazioni leggere pattugliarono i fiumi contro le infiltrazioni austriache e unità leggere coprirono dal mare le operazioni costiere.

## Il primo dopoguerra
La fine del conflitto trovò la Regia Marina divisa sul giudizio da dare ai vari tipi di unità, con diversi partiti interni agli ufficiali (gli ammiragli Millo e Cagni opposti a Thaon di Revel), e sostanzialmente insoddisfatta dei risultati politici ottenuti. Infatti il mito della "vittoria mutilata" fu molto appoggiato in diversi ambienti navali, che avrebbero preferito un'aggressiva politica nei Balcani e nel Mediterraneo orientale, con annessioni eccedenti quelle previste dagli accordi internazionali e dalle paci che posero fine al conflitto. In particolar modo in Dalmazia. Politicamente la marina rischiò di uscire dalla sua tradizionale neutralità, molti ufficiali di vascello appoggiarono apertamente i nazionalisti, ed in seguito i fascisti, mentre all'interno dei gruppi militar-industriali della cantieristica privata andava facendosi forte un rapporto con il partito fascista, attraverso la persona di Costanzo Ciano. La Regia Marina quindi non fu particolarmente avversa alla marcia su Roma e tese a sottovalutare l'impatto eversivo del fascismo, nel complesso accettando quando non appoggiando apertamente le sue posizioni navaliste, imperialiste, nazionaliste e belliciste.

### Le teorie del dopoguerra pre-trattato di Washington
Subito prima della presa del potere di Mussolini la Regia Marina era divisa in tre principali correnti di pensiero: i "rivoluzionari" (con il teorico Vincenzo De Feo, ma formata sovente comandanti di MAS e di naviglio leggero nel precedente conflitto come Costanzo Ciano), che credevano in una forza armata basata sul naviglio leggero, i MAS, i sommergibili, gli aerei (anche di base a terra, ma della marina) e la guerra di usura, gli "evoluzionisti" (con i teorici Romeo Bernotti, Alberto da Zara e, soprattutto Domenico Fioravanzo, oltre ai gruppi rivali legati tanto all'ammiraglio Millo che all'ammiraglio de Revel e a giovani ufficiali come Raffaele de Courten), che invece volevano utilizzare le nuove armi (specie l'aviazione navale, anche con le portaerei) in un contesto di flotta bilanciata in ogni sua componente (inclusa soprattutto quella da battaglia) con una grande enfasi sui grossi calibri (e la velocità) piuttosto che sulle armi insidiose e i siluri, e i sostenitori della difesa del traffico, che vedevano cioè nella guerra navale essenzialmente una guerra per mantenere aperte le vie di comunicazioni mercantili (e a danneggiare quelle nemiche) e quindi intendeva privilegiare la costruzioni di unità di scorta e pattugliamento (vedette anti sommergibile, cacciatorpediniere, incrociatori leggeri), con aliquote destinate invece a disturbare il traffico nemico (esploratori, incrociatori leggeri, sommergibili) e a fare attrito navale (MAS, posamine, ecc.), rinunciando però alle navi da battaglia. Anzi le grandi battaglie navali erano giudicate inutili, mentre la scorta ai convogli era considerata centrale. Portavoce di questa terza scuola (minoritaria all'interno della marina, ma molto moderna e simile alla dottrina poi adottata dalla Marina Militare nel corso della guerra fredda) fu l'ammiraglio Giovanni Sechi, ministro della marina dal 1919 al 1921, che iniziò a dare questa impostazione ai primi programmi navali post-bellici, cancellando le corazzate classe Caracciolo, mettendo in riserva le navi da battaglia e favorendo il naviglio leggero e la ricerca tecnologica antisottomarina. L'arrivo al potere del fascismo pose Sechi fuorigioco e puntò ad allearsi con gli ammiragli "evoluzionisti" piuttosto che quelli, già fascisti, "rivoluzionari".

### Le influenze del Trattato di Washington
La conferenza di Washington per il disarmo navale postbellico, conclusasi nel febbraio del 1922 con il trattato navale, stabilì che vi sarebbe dovuta essere la parità nel dislocamento complessivo tra le marine italiana e francese sia per quanto riguardava le navi da battaglia (175 000 tonnellate ciascuna, nell'art. 4) che le portaerei (60 000 tonnellate ciascuna, nell'art. 7): tale decisione influenzò lo sviluppo della flotta italiana nel corso degli anni tra le due guerre mondiali, condizionandolo al mantenimento dell'equilibrio con la Francia. In particolare per il regime divenne fondamentale per la politica navale (fino quasi alla fine degli anni '30) raggiungere e mantenere, anche e soprattutto per motivi di prestigio internazionale, la parità con la Francia, malgrado quest'ultima potenza disponesse di un sistema industriale molto più avanzato, e di bilanci militari molto più ricchi. Per questo furono sacrificate all'obiettivo della parità diverse voci di spesa, come la preparazione degli equipaggi e degli ufficiali, l'addestramento, la ricerca e lo sviluppo di armi nuove e più avanzate, l'adeguamento e la modernizzazione degli arsenali pubblici e privati, la fortificazione dei porti, la creazione di riserve di combustibili, mine, munizioni ecc. Questo fu particolarmente evidente nei primi anni '30, quando la Marina francese ricominciò ad armarsi (anche guardando al riarmo tedesco) e la marina italiana reagì diminuendo il numero delle radiazioni e varando moltissime unità (soprattutto incrociatori e sommergibili) che riproducevano con piccole migliorie le classi del decennio precedente, formando delle famiglie di classi (Condottieri, Trento/Zara, serie 600) quando invece diverse altre marine (specie quella nipponica) chiedevano che ogni classe fosse un progetto nuovo e innovativo rispetto alle unità che andava a sostituire/affiancare. In compenso la Regia Marina passò da 230 unità per 311 900 tonnellate contro 340 unità e 561 534 tonnellate della Marine nationale del 1924 (rapporto 1:1,8) a 225 unità per 526 603 tonnellate contro 236 unità e 697 611 tonnellate del 1935 (rapporto 1:1,32), la parità era apparentemente raggiunta, anche se la marina francese sembrava agli osservatori internazionali comunque in vantaggio (oltre tutto era munita di una sua aviazione), i francesi potevano (e alla fine degli anni '30 provarono) accelerare le loro costruzioni ben oltre quello che la Regia Marina poteva permettersi e, dopo il 1935, il vero "nemico" della Regia Marina appariva sempre più la ben più grande e moderna Royal Navy.

### La riorganizzazione fascista

Divisa di gala, maggiore del Corpo sanitario militare marittimo, 1924

Durante quasi tutta la vita precedente della Regia Marina le cariche di capo di stato maggiore ed anche di norma di ministro della marina erano state ricoperte da marinai competenti (escluso Persano), e fino al 1925, anche dopo l'ascesa al potere di Mussolini, il capo di stato maggiore fu Thaon di Revel; in quell'anno, dopo la crisi legata all'omicidio Matteotti, Mussolini assunse ad interim i tre ministeri della Guerra, della Marina e dell'Aeronautica. Uno dei motivi era che, nei primi anni del governo Mussolini, uno degli intenti del governo era contenere la spesa pubblica, anche se non erano mancati avventurismi in politica estera, come la Crisi di Corfù del 1923, quindi le spese militari erano state compresse, specie per la Regia Marina. Inoltre gli ambienti navali avevano mal digerito lo scorporo della loro aviazione verso la Regia Aeronautica. Infine il fascismo, dopo l'omicidio Matteotti, conosceva la sua prima forte crisi di consenso. Un altro fronte di scontro, anche interno alla marina, riguardava il destino dei Regi Arsenali, ovvero della cantieristica pubblica. Il neonato regime fascista, durante il ministero di Alberto De Stefani, aveva scelto un modello fortemente liberista e favorevole ai grandi gruppi industriali, e sfavorevole ai lavoratori, riteneva inoltre che l'impresa pubblica fosse intrinsecamente inefficiente. Infine i dipendenti dei Regi Arsenali (di cui ben 3.228 furono licenziati) erano considerati ideologicamente sospetti e vicini alla sinistra massimalista. Per queste ragioni il governo smantellò alcuni arsenali (Venezia, Napoli, Pola), riducendoli a officine per il raddobbo (riducendo ulteriormente le officine già esistenti di Ancona, Brindisi e Augusta), ridusse altri (La Spezia, Taranto) e mantenne come vera pubblica officina solo Castellammare di Stabia. Politicamente si trattava di un forte favore alle grandi industrie private, che avevano favorito anche finanziariamente il regime (e cui era legato il sottosegretario Ciano), ma non fu un provvedimento gradito agli ufficiali, che perdevano (unica grande marina) la capacità di controllare e uniformare le costruzioni navali con grandi complessi di arsenali pubblici, capaci anche di calmierare i prezzi e mantenere adeguata la qualità (l'uniformità delle munizioni era, quando mancava come in Italia, un gravissimo problema per la marina). Si arrivò ad un sistema in cui i cantieri privati (anche tecnologicamente arretrati) riuscivano ad attrarre forti ordini in base a legami politici con gerarchi e figure di primo piano del regime, soprattutto grazie a Costanzo Ciano che prediligeva Oto e Ansaldo contro i, pur più moderni, Cantieri Navali Riuniti dell'Adriatico, fino ad una vera e propria spartizione delle commesse su criteri esclusivamente politico-industriali e non militari.

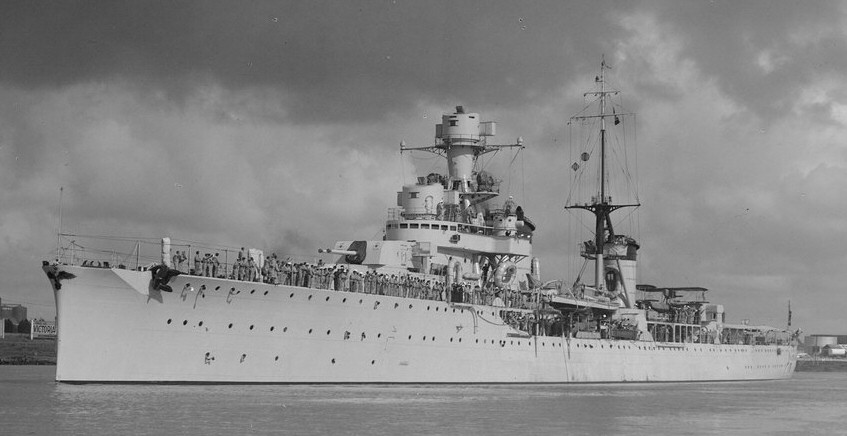
L'incrociatore Armando Diaz, della classe Luigi Cadorna (la seconda del tipo Condottieri), durante una visita in Australia nel 1934 o 1935

Il governo fascista decise di ammodernare la Regia Marina, con l'obiettivo di essere in grado di sfidare la Mediterranean Fleet (flotta del Mediterraneo) della Royal Navy britannica: tra la fine degli anni venti e i primi anni trenta fu iniziata la costruzione di incrociatori pesanti da 10 000 tonnellate, cui fece seguito quella di cacciatorpediniere e sommergibili (l'impegno nella costruzione di quest'ultima tipologia di battelli fu notevole, fino a raggiungere nel giugno del 1940, con più di cento unità, un numero di assoluto rilievo; di questi, 59 erano battelli entro le 600 t appartenenti alla classe 600, il cui numero non era limitato dal trattato di Washington) e delle corazzate della classe Littorio. Venne anche pianificato il rimodernamento delle corazzate classe Conte di Cavour e classe Duilio, che in realtà si trasformò in una ricostruzione pressoché totale, lasciando solo il 40% della struttura originaria, e i cannoni originari (13 pezzi da 305/46 mm) divennero 10 pezzi da 320/44 mm, in pratica i precedenti ritubati e con l'eliminazione della torre centrale. Il progetto di rimodernamento venne firmato dal generale del genio navale Francesco Rotundi e dall'ammiraglio Eugenio Minisini, che allungarono le navi con una falsa prora di 10 m, migliorandone anche il coefficiente di finezza e sostituirono le caldaie a carbone con moderne caldaie a nafta.
Questa imponente mole di lavoro nella realtà produsse quattro navi da battaglia con cannoni OTO/Ansaldo 320/44 che avrebbero dovuto fronteggiare le corazzate inglesi delle classi Queen Elizabeth e Revenge e gli incrociatori da battaglia della classe Renown con cannoni da 381 mm, decisamente più potenti come armamento e (le prime) anche come corazzatura. Le corazzate della classe Littorio potevano invece reggere senz'altro il confronto, ma avevano comunque una grossa limitazione di fondo: l'autonomia di 3 920 miglia a 20 nodi le metteva in grado di effettuare operazioni esclusivamente nel bacino del Mediterraneo.
Allo scopo di rendere, in prospettiva, minimo un contatto tra le navi italiane e i vascelli britannici, la Regia Marina basò la sua strategia di sviluppo su navi veloci con cannoni a lunga gittata. A questo scopo sviluppò cannoni di calibro inferiore ma di gittata maggiore di quelli delle controparti britanniche; inoltre per ottenere velocità maggiori le navi italiane di nuovo progetto vennero dotate di una corazzatura più leggera e dimensioni contenute (come ad esempio, nel caso dell'incrociatore Giovanni delle Bande Nere). In realtà la corazzatura di queste unità era praticamente inesistente, visto che era di 24 mm contro, per esempio, i 102 mm della contemporanea classe Leander inglese; questo avrà un peso determinante in molti scontri navali, come la battaglia di Capo Spada.
Questi sviluppi, evidenti soprattutto a partire dal 1935, segnarono l'ascesa di un nuovo gruppo di potere interno alla marina e di una nuova filosofia operativa, diversa da quella cara ai sostenitori della flotta bilanciata propugnata dagli "evoluzionisti" al governo della marina sin dall'inizio degli anni '20. Si pensava infatti a una marina volutamente sbilanciata, con al centro due punti di forza: un grande numero di sommergibili (ancorché tecnologicamente meno avanzati di quelli britannici o tedeschi, ma in numero sovrabbondante) e un forte nucleo di navi da battaglia. I sommergibili avrebbero dovuto sottoporre la flotta nemica a una forte usura, danneggiandone o affondandone le unità maggiori (si pensava quindi ad un uso del sommergibile più contro le unità da guerra che contro i traffici), una volta danneggiata la flotta nemica sarebbe intervenuta la squadra di battaglia, su almeno 4-6 corazzate moderne, per affrontare in una battaglia navale classica la flotta nemica e (eventualmente) distruggerla a cannonate. Rispetto alle idee di inizio anni '20 si dava poca importanza ai convogli, il dominio del mare, in una prospettiva di tipo mahanniana, sarebbe appartenuto a chi fosse riuscito a distruggere la flotta da battaglia nemica. Strategicamente poi, questa scuola "sbilanciata" puntava molto sulla concentrazione di forze e di potere in poche mani (con un comando a terra molto forte), sull'accettazione della divisione di compiti con la Regia Aeronautica (che non era mai stata accettata prima dalla Marina), e sull'accettazione senza riserve della politica estera fascista, revisionista rispetto ai trattati e aggressiva anche verso la "perfida Albione". Questa era una novità nelle tradizioni della Regia Marina, sostanzialmente filobritannica dalla sua fondazione, e sempre interessata a una politica di alleanze con la potenza che controllava Gibilterra e Suez. A capo di questa linea di pensiero vi era il teorico Oscar Di Giamberardino, l'ammiraglio a capo dei sommergibili Mario Falangola e l'uomo di fiducia nella Marina di Mussolini, l'ammiraglio Domenico Cavagnari, che accentrò nella sua persona un enorme potere.

### Le carenze nell'evoluzione tecnologica
Si aggiunga che poca o nulla cura fu dedicata alla ricerca scientifica di apparecchiature di scoperta, come il radar e il sonar (o ecogoniometro), che pure erano oggetto di studi nelle università italiane e negli stessi laboratori militari, come dimostrano gli studi del prof. Ugo Tiberio e di Guglielmo Marconi, principalmente per le scelte dell'ammiraglio Cavagnari, nominato da Mussolini capo di stato maggiore della marina nel 1933 e successivamente sottosegretario alla marina (senza che lasciasse la carica militare); lo stesso valeva per gli strumenti di puntamento diurno e il munizionamento per il combattimento notturno, e Cavagnari affermò, riguardo ai radiolocalizzatori di "non volere trappole tra i piedi", mentre l'ammiraglio Iachino scriveva fosse meglio
Pertanto le navi italiane dovettero affrontare il successivo conflitto in inferiorità tecnica verso la marina inglese, e il generale tedesco Kesselring definirà la marina italiana "una marina del bel tempo", non in grado di operare in condizioni avverse o di notte.

Il pannello di controllo del radar italiano EC3/ter "Gufo".

Un'altra gravissima carenza nell'evoluzione tecnologica e di impiego della Regia Marina fu legata alle scelte politiche del fascismo: nel 1923 con la nascita della Regia Aeronautica i mezzi aerei, le basi ed il personale della componente aerea della marina passarono, insieme agli uomini, ai mezzi ed alle strutture provenienti dal Regio Esercito, sotto il comando ed il controllo della nuova Forza Armata, facendo venir meno il coordinamento centrale delle componenti aerea e navale. Nel 1925 un comitato tecnico della marina, presieduto da Mussolini (all'epoca anche responsabile del ministero), proclamò che la Regia Marina non aveva bisogno di portaerei, in quanto il supporto aereo sarebbe stato assicurato dall'Aeronautica basata a terra. Ancora nel 1936 l'ammiraglio Cavagnari bocciò uno studio dello stato maggiore che teorizzava la necessità di costruire tre portaerei di squadra, fatto ribadito ancora il 15 marzo 1938 alla Camera dei deputati. Di conseguenza, anche a seconda guerra mondiale iniziata, le squadre da battaglia italiane dovettero combattere senza di fatto avere protezione aerea; solo a conflitto inoltrato, e ben dopo la sostituzione di Cavagnari nel 1940 a seguito della notte di Taranto, venne deciso di costruire navi portaerei; visto il ritardo accumulato, dell'unica costruita, l'Aquila, non venne mai completato l'allestimento mentre l'altra, lo Sparviero, non arrivò oltre lo stadio iniziale. Questo contribuì, nel corso del conflitto, ad influenzare in maniera determinante e negativa l'andamento delle battaglie navali condotte delle forze armate italiane nel Mar Mediterraneo.

### Operazioni in Cina ed Etiopia
Nel 1925 venne inviato in Cina un reparto del Reggimento San Marco, ad assicurare il presidio della concessione italiana di Tientsin e di Pechino, creato in seguito alla ribellione dei Boxer; questo contingente si aggiunse all'esiguo gruppo della Regia Marina presente e facente parte della Legazione italiana, alla cannoniera Carlotto che faceva servizio sul fiume Yang Tze Kiang e all'ariete torpediniere Calabria, che verrà poi sostituito dalla RN Libia, come nave comando.
Durante la guerra d'Etiopia la marina non fu ovviamente coinvolta come forza navale nelle operazioni militari, anche se reparti del "San Marco" parteciparono alla parte terrestre della campagna. Inoltre in quell'anno fu mobilitata completamente la flotta e, per la prima volta, apparve chiaro che l'Italia sarebbe potuta entrare in guerra sia con la Francia che con la Gran Bretagna. Per questo si iniziò a potenziare la componente sommergibilistica (puntando però solo al fattore quantitativo, e non a quello qualitativo) e a studiare le operazioni speciali. A seguito dell'embargo dichiarato dalla Società delle Nazioni nei confronti del Regno d'Italia, la Royal Navy aumentò la propria presenza nel Mediterraneo, tanto da paventare uno scontro tra le due squadre da battaglia, ed elaborò anche un piano di attacco al porto di Taranto; questo piano, più volte aggiornato negli anni successivi, avrebbe poi trovato applicazione l'11 novembre 1940 durante la cosiddetta notte di Taranto. L'embargo rese molto più costosa la cantieristica italiana e difficoltoso reperire alcune materie prime, cui si cercò di rimediare con (spesso scadenti) surrogati autarchici.

### La guerra civile spagnola
Nel 1936, In seguito allo scoppio della guerra civile spagnola, il regime fascista italiano diede il proprio appoggio alla fazione franchista. Di conseguenza, la Regia Marina, che ufficialmente avrebbe dovuto vigilare sull'embargo di armi ad entrambi i contendenti, fu invece impegnata ad assicurare la protezione dei convogli di truppe e di armi inviati a Francisco Franco e prese parte anche direttamente alle operazioni offensive dei nazionalisti. La marina italiana impiegò, in tempi differenti, decine di sommergibili, che attaccarono vari mercantili impegnati a trasportare rifornimenti a vantaggio dei repubblicani, vennero anche danneggiate due navi da guerra appartenenti alla marina repubblicana spagnola, mentre gli incrociatori Duca d'Aosta ed Amedeo di Savoia bombardarono di notte alcune città spagnole. Questo conflitto fu molto oneroso in termini finanziari per lo stato italiano (8,5 miliardi di lire di allora, di fronte a nessun vantaggio economico e una pura spesa ideologica a favore del fascismo spagnolo), rendendo più complessa la modernizzazione delle forze armate. In compenso permise di scoprire le deficienze di affidabilità dei siluri (specie di quelli prodotti al Silurificio Italiano di Baia) che furono in buona parte corrette entro l'inizio della guerra (anche se i siluri italiani non furono all'altezza di quelli tedeschi, giapponesi e britannici si rivelarono relativamente affidabili e più efficaci delle artiglierie). Comunque il conflitto, condotto contro una marina antiquata, piccola e divisa tra campo nazionalista e campo repubblicano, genero un senso di ingiustificato ottimismo nelle forze armate italiane (un victory desease), nonostante dimostrasse un'enorme quantità di deficienze. Nello specifico la Regia Marina lanciò una prima massiccia campagna subacquea di sostegno ai franchisti (novembre 1936-febbraio 1937), che per il diritto internazionale era da considerarsi un atto di pirateria (i battelli infatti posti sotto falsa bandiera). Furono impiegati 38 sommergibili, pattugliato tutto il Mediterraneo per fermare le navi sovietiche dirette in Spagna (e quelle spagnole dirette in URSS), e furono identificate 161 navi, di cui 15 furono ritenute bersagli validi, con il lancio di ben 28 siluri, che però spesso non funzionarono per l'allagamento della sezione di guida del siluro. Furono colpite infatti solo 3 navi, l'incrociatore Miguel de Cervantes (7 475 tonnellate danneggiato), e due piccoli mercantili da meno di 1 500 tonnellate, mentre furono effettuate 8 missioni di bombardamento terroristico contro alcune città costiere (tra cui Valencia e Barcellona), reiterate in febbraio dagli incrociatori (di notte e sotto falsa bandiera spagnola). Il 16 gennaio 1937 il sottomarino Diamante per poco non si autosilurò per un difetto del siluro, che iniziò a viaggiare in maniera circolare. Molto carente risultò l'addestramento e la preparazione degli equipaggi, oltre che il coordinamento con il SIM (servizio informazioni militare). Alla fine di questa prima campagna furono ceduti 2 sommergibili ai franchisti (affonderanno tre mercantili), mentre si iniziava un balletto diplomatico internazionale in cui l'Italia ufficialmente proclamava la propria neutralità, ma di fatto partecipava al conflitto con "volontari". Il 5 agosto 1937 due cacciatorpediniere cercarono di fermare un convoglio diretto verso la Spagna, fallendo; questo diede il via a una seconda campagna sottomarina (6 agosto-19 ottobre 1937), in cui parteciparono 48 battelli e diverse torpediniere, i sottomarini identificarono 444 navi, ne attaccarono 24, lanciando 43 siluri, affondando 4 piroscafi (3 nell'Egeo e 1 in acque spagnole). I cacciatorpediniere nel canale di Sicilia affondarono tre mercantili. Questi attacchi illegali iniziarono a essere stigmatizzati dall'opinione pubblica internazionale, inoltre il 30 agosto il sottomarino Iride (comandato da Julio Valerio Borghese), attaccò (senza esito ) il cacciatorpediniere britannico Havoc, che reagì dandogli la caccia, mentre il 1º settembre il Diaspro affondò davanti al porto di Alicante un mercantile britannico. Per questo il 23 ottobre quattro unità italiane divennero "legionarie" cioè furono ufficialmente cedute alla Spagna, mantenendo però equipaggio italiano (per altro "comandato" e non volontario), che non ottennero alcun risultato, mentre furono ceduti agli spagnoli quattro cacciatorpediniere. Uno dei risultati della partecipazione (per altro in buona parte illegale) del conflitto fu il ridestare l'interesse della Royal Navy e dei servizi segreti britannici sulle unità italiane, i loro metodi, e i loro codici: il conflitto permise alla Gran Bretagna di capire e conoscere la Regia Marina sul campo, anche se permise di comprendere (ma non di risolvere) alcune delle deficienze dell'arma subacquea e delle forze leggere italiane.

### Classificazione e organizzazione della flotta
L'assetto della flotta venne modificato più volte durante il periodo tra le due guerre, a volte senza apparenti ragioni tattiche o strategiche. Nel 1938 fu emesso il Regio Decreto Legge 19/5/1938 n. 782 che definiva la costituzione e l'organizzazione della flotta della Regia Marina. Le navi da guerra vennero classificate in nove categorie: corazzate, incrociatori, cacciatorpediniere, torpediniere, sommergibili, cannoniere, MAS, navi ausiliarie e navi di uso locale. In queste categorie vennero fatte rientrare tutte le navi in servizio, modificando in alcuni casi la classificazione originaria. Per esempio la tipologia esploratore fu eliminata e le navi in servizio vennero riclassificate, a seconda delle loro caratteristiche, come incrociatori leggeri o come cacciatorpediniere.

#### Classificazione delle unità
Per quanto riguarda la classificazione delle unità, il Trattato di Washington forniva le definizioni per le unità maggiori, quindi navi da battaglia, portaerei e incrociatori, come trattato esaustivamente negli articoli dal V al XV; l'Italia, in quanto firmataria del trattato, recepiva formalmente le definizioni.
CorazzateErano definite "corazzate" le navi corazzate adatte per l'impiego in alto mare con armamento principale di calibro superiore a 203 mm. Erano navi di grande tonnellaggio (fino a 35 000 t, in accordo al trattato navale di Washington del 1921), potentemente armate (cannoni fino a 406 mm di calibro) e corazzate, progettate per sostenere il massimo dello sforzo in un combattimento navale; di conseguenza nella categoria erano inclusi anche gli incrociatori da battaglia dei quali però la Regia Marina non possedette alcun esemplare. L'armamento offensivo principale era costituito dai cannoni di grosso calibro (da 320 a 381 mm nelle unità della Regia Marina) capaci di un tiro efficace fino a 30 km. L'armamento secondario era costituito da cannoni antinave di minor calibro (120 mm per le corazzate Cavour e Cesare, 135 mm per Doria e Duilio, 152 mm per la classe Littorio) e da cannoni antiaerei, oltre che da mitragliere.
IncrociatoriErano definiti "incrociatori" le navi di elevata velocità e di dislocamento superiore a 3 000 t, armate con cannoni fino a 203 mm di calibro. Nelle convenzioni di nomenclatura dell'epoca (indipendentemente dal Trattato) erano usualmente distinti in "incrociatori pesanti" (fino a 10 000 t con cannoni da 203 mm) e "incrociatori leggeri" (con cannoni fino a 155 mm). Si trattava di navi molto veloci (anche oltre 35 nodi) dotate di buona potenza di fuoco (cannoni principali da 152 mm fino a 203 mm, armamento antiaereo) ma di scarsa protezione (corazzatura da media a leggera, spesso limitata alla parte subacquea). Molte di queste unità erano inoltre dotate di uno o due aerei ricognitori lanciabili mediante catapulte.
CacciatorpediniereErano definiti "cacciatorpediniere" le navi siluranti veloci (fino a 38 nodi) con dislocamento da 1 000 t fino a 3 000 t, con compiti prevalentemente di attacco con il siluro, ma dotate anche di artiglieria di piccolo e medio calibro (fino a 120 mm) e di armamento antiaereo (prevalentemente mitragliere) e antisommergibile (bombe torpedini a getto).
TorpediniereErano definite "torpediniere" le navi siluranti di piccole dimensioni (dislocamento tra le 100 t e le 1 000 t), caratterizzate anch'esse da elevata velocità e forte armamento in siluri. Anche queste unità possedevano artiglierie di piccolo calibro (fino a 100 mm), mitragliere antiaeree e bombe antisommergibile.
SommergibiliErano definiti sommergibili le unità siluranti in grado di svolgere la loro attività bellica prevalentemente in immersione. Essi avevano come arma principale il siluro, ma erano anche muniti di uno o due cannoni per l'attacco in superficie (limitato di solito a navi mercantili indifese). Alcuni sommergibili, appositamente attrezzati, potevano svolgere anche attività di posa mine. A seconda delle caratteristiche nautiche, di armamento e di autonomia, i sommergibili venivano classificati come "costieri" o "oceanici".
CannoniereErano definite "cannoniere" le navi armate con almeno un cannone di qualsiasi calibro, con dislocamento inferiore alle 8 000 t e velocità inferiore ai 20 nodi, che non avessero altri compiti ausiliari o logistici.
MASi motoscafi armati siluranti erano piccole siluranti di dislocamento inferiore alle 100 t, molto veloci e armate solo di siluri, destinate alla caccia ai sommergibili ma anche e soprattutto ad attacchi veloci a navi maggiori.
Navi ausiliarieErano definite "navi ausiliarie" le navi adibite a compiti ausiliari o logistici. In base alla loro specializzazione si riconoscevano: Posamine, Dragamine, Posacavi, Cisterne, Navi officina, Navi appoggio, Rimorchiatori d'alto mare, Navi di salvataggio, Pontoni semoventi, Navi scuola, Navi ospedale.
Navi di uso localeComprendevano le navi ausiliarie minori destinate ai servizi locali delle Piazze Marittime: rimorchiatori, piccole cisterne, bettoline e draghe.

#### Organizzazione
Le navi della Regia Marina erano organizzate in raggruppamenti: squadriglia, flottiglia, divisione, squadra. Al di fuori di questi raggruppamenti potevano esserne costituiti temporaneamente altri, definiti "gruppi", comprendenti unità con caratteristiche diverse (per esempio una corazzata o un incrociatore con due o tre cacciatorpediniere). Il "gruppo" veniva costituito in forma temporanea per particolari esigenze transitorie o per il raggiungimento di obiettivi particolari. Per due anni fu attiva la Divisione Siluranti, che non sostituiva nelle funzioni il vecchio Ispettorato Siluranti, e che serviva solo da aggregazione delle siluranti in tempo di pace, visto che in guerra le stesse sarebbero state assegnate alle divisioni navali di unità da battaglia con compiti di scorta.
SquadrigliaLa squadriglia era un raggruppamento omogeneo di almeno 4 unità di naviglio sottile (di cui una con funzioni di caposquadriglia): cacciatorpediniere, torpediniere, sommergibili o MAS. Le unità dovevano essere preferibilmente della stessa classe o, comunque, possedere caratteristiche nautiche e belliche il più possibile simili.
FlottigliaLa flottiglia (comandata da un capoflottiglia, solitamente imbarcato su un'unità estranea alle squadriglie, che inizialmente era un esploratore, poi dopo la riclassificazione un caccia conduttore) era un raggruppamento di 2 o più squadriglie.
DivisioneLa divisione era un raggruppamento di 2 o più navi maggiori (incrociatori o corazzate) delle quali una poteva avere funzioni di capodivisione. Solitamente alla divisione erano aggregate una o più squadriglie di siluranti (cacciatorpediniere o torpediniere) con funzioni di scorta.
SquadraUna squadra navale era composta dal raggruppamento di 2 o più divisioni. Le funzioni di comando della squadra erano svolte da una nave ammiraglia che poteva appartenere a una delle divisioni o esserne indipendente. Nel 1928 la flotta venne riorganizzata passando da una singola armata navale a due squadre navali, delle quali la prima, incentrata sulla divisione dell'unità da battaglia era dislocata a La Spezia e la seconda, inizialmente comprendente i soli due incrociatori da 10 000 t della classe Trento dislocata a Taranto.

## La seconda guerra mondiale

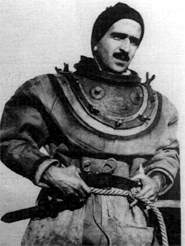
Teseo Tesei, incursore e comandante della Xª Flottiglia MAS, morto durante l'attacco a Malta

Quando il 10 giugno 1940 l'Italia entrò nella seconda guerra mondiale, la Regia Marina era, numericamente, la quinta marina del mondo dopo quelle di Stati Uniti, Regno Unito, Giappone e Francia. Come numero di unità navali e tenendo conto del teatro e dei compiti operativi più limitati, poteva essere considerata alla pari con le altre principali nazioni che operavano nel teatro del Mediterraneo, Francia e Inghilterra, che avevano compiti ben più estesi. La marina italiana aveva però carenze concettuali, tecniche e costruttive che sarebbero emerse nelle operazioni belliche, prima fra tutte la mancanza di un'aviazione di marina. La resa della Francia portò comunque la flotta italiana ad essere la principale del Mediterraneo.

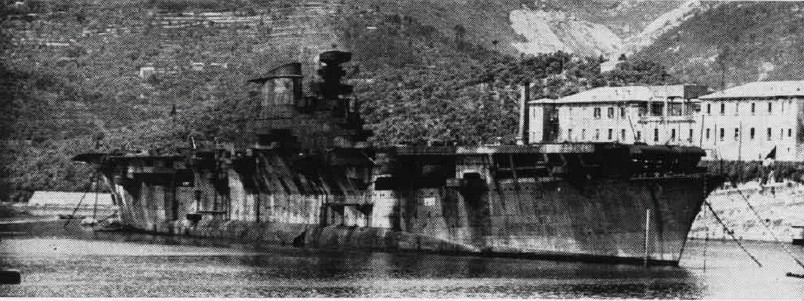
La portaerei Aquila, rimessa a galla e prossima alla demolizione nel 1951

Inoltre, a differenza delle altre marine da guerra che attribuivano ai comandanti in mare un'ampia autonomia decisionale, il comandante superiore di una squadra da battaglia italiana doveva sempre attenersi agli ordini di Supermarina (il Comando Superiore della Regia Marina), e di fronte a un'evoluzione degli eventi doveva comunicare ed attendere istruzioni. Questa pratica fu causa durante il conflitto di vari problemi dovuti a situazioni che si evolvevano più rapidamente di quanto Supermarina potesse gestire la situazione. Il motivo di disposizioni così prudenti era che comunque la possibilità di rimpiazzo da parte italiana di navi perse in combattimento era, vista la scarsità di materie prime, quanto meno problematica; inoltre anche la mancanza di carburante fu una motivazione addotta per giustificare, dal 1942 in poi, il mancato impiego delle unità da battaglia, fatto in parte vero visto che l'Italia non possedeva risorse petrolifere, ma va anche precisato che alla data dell'armistizio verranno rinvenute dai tedeschi cospicue scorte di carburanti, dell'ordine del milione di tonnellate.
Questo problema merita un approfondimento perché, pur difficile da comprendere per il pubblico generalista, fu determinante ed è centrale per le tesi storiografiche revisioniste. L'Italia non aveva grandi scorte, e le esaurì dopo pochi mesi (circa sei), dopo di che dovette far fronte ai problemi con quanto riusciva a raggranellare sia con la modestissima produzione nazionale (anche sintetica), sia con le importazioni, che avvenivano prevalentemente attraverso l'alleato tedesco. Questo privilegiava le proprie esigenze, agiva secondo la propria agenda politica e le proprie disponibilità, causando improvvise ma fastidiosissime penurie, che venivano risolte svuotando i serbatoi di alcune unità in favore di altre più importanti in quel momento. Ad esempio svuotando le corazzate in favore di caccia torpediniere e torpediniere di scorta. La marina doveva infatti innanzi tutto garantire l'agibilità ai convogli, scortare i convogli implicava un elevato consumo per le unità mercantili e di scorta diretta coinvolte, oltre che per quelle da battaglia usate come scorta indiretta o tenute di riserva. Questo implicava accantonare un'enorme quantità di combustibili, anche perché i convogli (non solo verso la Libia, ma anche verso i Balcani, le isole metropolitane e sotto costa) erano un'attività quotidiana. Nel 1943 questa attività, anche a seguito della sconfitta, fu ridotta, quasi assente anzi dopo l'aprile 1943. Questo permise di recuperare una scorta di carburante e riempire i serbatoi delle unità da battaglia, in alcuni casi quasi vuoti dal tardo 1942.
Al momento dell'entrata in guerra, nella marina italiana erano state consegnate, anche se non erano ancora pienamente operative, due tra le più potenti navi da battaglia che solcarono i mari in quel periodo, la Littorio e la Vittorio Veneto, corazzate da oltre 40 000 tonnellate, trenta nodi di velocità massima e nove cannoni da 381 millimetri quale armamento principale. Le corazzate ipnotizzavano la guida politica e militare della marina, che voleva la parità con la Francia a tutti i costi soprattutto in questa categoria di naviglio, tanto che anche durante la guerra si continuò a costruire corazzate, quando invece avversari dotati di sistemi industriali più avanzati la ridussero o concentrarono tutte le loro risorse sulle unità leggere. Invece l'Italia rese operative nel corso della guerra ben 5 corazzate contro 5 cacciatorpediniere, 16 torpediniere, 29 sommergibili, 29 corvette ecc. Come importanza nella flotta, seguivano altre quattro vecchie corazzate, rimodernate nel corso degli anni trenta, da 29 000 tonnellate con pezzi da 320 millimetri (Giulio Cesare, Conte di Cavour, Duilio e Andrea Doria, queste ultime due non immediatamente disponibili in quanto i lavori furono completati a luglio del 1940), sette incrociatori pesanti da 10 000 tonnellate con cannoni da 203 millimetri oltre al vecchio incrociatore corazzato San Giorgio, dodici incrociatori leggeri, cinquantanove cacciatorpediniere, settanta torpediniere (molte delle quali cacciatorpediniere della prima guerra mondiale obsoleti e riclassificati), cinquanta MAS (mezzi d'assalto subacquei e sopracquei: recitava proprio così la definizione per intero) suddivisi su tre flottiglie, e per finire più di un centinaio di sommergibili.

La corvetta Chimera appena approntata dal cantiere di Monfalcone.

Le debolezze erano rappresentate dall'aver abbandonato la costruzione e lo sviluppo degli aerosiluranti e dalla mancanza di portaerei. La prima decisione si poteva ricondurre a gelosie da parte dell'aeronautica (che voleva evitare, e ci era riuscita, che i velivoli venissero posti sotto il comando della marina), malgrado la sperimentazione italiana a metà degli anni trenta fosse molto più avanti rispetto alle altre nazioni. Nel 1937 il silurificio Whitehead di Fiume aveva messo a punto un siluro capace di funzionare con lancio da ottanta metri, altezza per i tempi notevolissima, ma l'aeronautica richiese un ordigno con capacità di funzionamento con lancio da trecento metri, mentre anche da parte della Marina sorgevano problemi: quando si trattò di immettere in servizio il siluro aereo, per il quale la Regia Aeronautica aveva già (seppur tardivamente di vari anni rispetto alla Fleet Air Arm e alla Royal Air Force inglesi) predisposto gli attacchi sui propri velivoli, gli stabilimenti italiani non poterono esaudire la commessa, in quanto la loro totale produzione era assorbita dagli ordini ricevuti dalla Regia Marina e dalla Kriegsmarine.

Il regio sommergibile Ettore Fieramosca.

Di conseguenza il primo lotto di siluri atti all'impiego aereo venne consegnato relativamente tardi, consentendo alla prima squadriglia di aerosiluranti di essere pronta solo nell'agosto 1940. Per quanto riguarda le portaerei, solo a guerra inoltrata si decise di costruirne due, l'Aquila (portaerei di squadra) e lo Sparviero (portaerei di scorta, più lenta ma più economica), trasformando due transatlantici preesistenti, ma con la limitazione che gli aerei avrebbero potuto solo decollare, ma non atterrare, anche per l'impossibilità di addestrare i piloti in questo senso. Nessuna delle due entrò mai in servizio; la prima venne affondata proprio da incursori della Regia Marina dopo l'8 settembre per evitare che venisse usata per bloccare l'ingresso del porto di Genova, e la seconda venne affondata dai tedeschi, sempre all'ingresso del porto di Genova.
La prima operazione di guerra fu la battaglia di Punta Stilo (9 luglio 1940), conosciuta anche come "battaglia di Calabria", nella quale si scontrarono la squadra navale italiana che rientrava da un'operazione di scorta a un convoglio verso la Libia, e quella britannica di ritorno da un'analoga operazione. Pochi giorni dopo, nella battaglia di Capo Spada (19 luglio 1940), l'incrociatore Bartolomeo Colleoni dopo essere stato immobilizzato dalle artiglierie dell'HMAS Sydney, venne affondato dai siluri dei cacciatorpediniere britanniche presenti in area. Nella notte tra l'11 ed il 12 novembre 1940, l'attacco degli aerosiluranti britannici Fairey Swordfish decollati dalla portaerei Illustrious contro la flotta italiana alla fonda nella base navale di Taranto durante la notte di Taranto conosciuta anche come "operazione Judgement" dagli inglesi, danneggiò gravemente il naviglio della Marina causando solo lievi perdite agli attaccanti: le navi da battaglia Conte di Cavour, Duilio e Littorio vennero silurate mentre solo due dei venti Swordfish furono abbattuti; le corazzate Littorio e Duilio richiesero mesi di riparazioni, mentre il Conte di Cavour non ritornò più in servizio attivo. Tale evento venne preso a modello per progettare l'attacco giapponese contro la flotta statunitense a Pearl Harbor nel dicembre 1941.

Navarino (Grecia), estate 1942. A ridosso dell'isola Sfacteria, a poppavia dell'incrociatore Duca d'Aosta, si vede l'incrociatore Duca degli Abruzzi con al suo fianco sinistro il cacciatorpediniere Corazziere

Il 27 novembre la Regia Marina si scontrò con la flotta britannica nella battaglia di capo Teulada, mentre la prima azione di successo degli incursori della marina avvenne il 26 marzo 1941 con l'attacco alla base britannica della Baia di Suda a Creta: vennero affondati l'incrociatore HMS York e una petroliera. Tra il 27 ed il 29 marzo 1941, nella battaglia di Capo Matapan, la Royal Navy inferse un altro grave colpo alla Regia Marina, affondando tre incrociatori pesanti (Pola, Zara e Fiume), due cacciatorpediniere e danneggiando inoltre l'ammiraglia italiana Vittorio Veneto, perdendo, per contro, un solo aerosilurante. Durante un'operazione di trasporto di carburante verso la Libia, nella battaglia di Capo Bon del 13 dicembre 1941 vennero affondati gli incrociatori Alberto di Giussano e Alberico da Barbiano, della classe Condottieri.

La corazzata Italia, in precedenza Littorio fino alla caduta di Mussolini, in rotta verso Malta il 9 settembre 1943, giorno in cui fu colpita da una bomba tedesca.

L'azione di maggior successo compiuta dalla Regia Marina nel corso del conflitto fu l'attacco con siluri a lenta corsa, conosciuti come "maiali", alle due navi da battaglia britanniche Valiant e Queen Elizabeth alla fonda nel porto di Alessandria d'Egitto il 19 dicembre 1941; sebbene l'azione, nota come impresa di Alessandria, fosse stata un successo, le navi si adagiarono sul fondo e non fu immediatamente possibile, grazie anche ad uno stratagemma britannico, avere la certezza che fossero state danneggiate. Nonostante tutto, le perdite di vite umane furono molto contenute: solo otto marinai persero la vita e le due corazzate poterono in seguito essere recuperate. Altre operazioni di rilievo furono la prima battaglia della Sirte (1941), la seconda battaglia della Sirte (22 marzo 1942), nella quale una formazione navale britannica, in netta inferiorità, venne affrontata senza decisione dalla squadra da battaglia italiana, con un inconcludente scambio di colpi di artiglieria. Nel rientro la squadra italiana perse due cacciatorpediniere per le condizioni estreme del mare. In seguito venne combattuta la battaglia di mezzo giugno (1942), conosciuta anche come operazione Harpoon. Ancora, nella battaglia di mezzo agosto (1942), conosciuta anche come operazione Pedestal, le forze aeronavali dell'Asse danneggiarono o affondarono la maggioranza delle navi di due convogli destinati a Malta.
Lo scarso traffico mercantile del Mediterraneo, contrapposto con il consistente numero di navi impegnate tra le due sponde dell'Atlantico per il rifornimento degli alleati europei degli Stati Uniti, comportò il coinvolgimento di alcuni sommergibili italiani nella cosiddetta battaglia dei convogli. Operando dalla base di "BETASOM", così denominata perché aveva sede a Bordeaux, i battelli italiani palesarono, nonostante l'impegno degli equipaggi che fece cogliere successi anche rilevanti ma con perdite altrettanto rilevanti, la loro inadeguatezza per le operazioni oceaniche e l'inefficacia delle tattiche operative.
Altre forze navali italiane (tra cui MAS, minisommergibili e uomini e mezzi della 4ª Flottiglia MAS) operarono poi in Mar Nero e sul Lago Ladoga, a fianco dei tedeschi, contro il traffico navale sovietico, sia militare che mercantile. Nell'aprile del 1943 le flottiglie MAS erano diventate sei, dipendenti da Generalmas.
L'Italia, fin dall'estate del 1940, diede il via alla conversione, partendo da navi mercantili già esistenti, in una serie di "navi ausiliare" adattate per la guerra di corsa. In altre parole si volevano creare, su imitazione della Kriegsmarine tedesca, delle vere e proprie navi corsare, ma il progetto venne abbandonato nel 1942 e le tre navi utilizzate come trasporti sulla rotta per il Nord Africa.
Nel corso di tutta la guerra le navi italiane, pur avendo la reputazione di essere state ben progettate, si dimostrarono piuttosto carenti sia nell'armamento contraereo e, soprattutto, nella dotazione di apparati radar: quest'ultimo dispositivo, presente invece sulle navi della flotta britannica, si rivelò, insieme alla decrittazione dei messaggi cifrati inviati tramite la cifratrice tedesca Enigma (si veda anche Ultra), e all'assoluta supremazia aerea alleata, di importanza fondamentale nella conduzione di molte battaglie e nella risoluzione delle stesse a favore della Royal Navy. Alla data dell'armistizio, la Regia Marina constatò di aver perso 470 000 tonnellate di navi della propria flotta.
Un'altra mancanza quasi altrettanto grave era quella di sonar, pur disponendo di un discreto apparato sin dagli anni trenta, i di ottimi idrofoni passivi, la Regia Marina non investì nel migliorare i suoi prototipi, né nel diffondere questi apparecchi in tutte le unità di scorta, diventando dipendenti anche in questo dall'alleato tedesco. La mancanza di un avanzato apparecchio di ricerca anti sommergibile fu molto negativa per una marina che dedicò tante energie nel difendere (anche con un certo successo) i convogli e le rotte dalla minaccia nemica, e che per altri versi disponeva di adeguati sistemi antisommergibile, come ottime bombe di profondità.

## Armistizio e dopoguerra

### L'armistizio
Secondo gli ordini ricevuti in seguito alla firma dell'armistizio con le forze alleate del settembre del 1943, navi, uomini e mezzi della Regia Marina, si consegnarono nella quasi totalità dei casi alle forze anglo-americane nei porti di Malta (la squadra di Taranto), Palermo, Augusta, Bona (la squadra di La Spezia), Tripoli, Haifa.  
Un accordo di cooperazione con gli ex nemici permise poi ai marinai italiani, anche se con una serie di limitazioni, di continuare a combattere a fianco degli stessi per la liberazione del paese dall'occupazione nazista.

Il Giulio Germanico in allestimento a Castellammare di Stabia.

Molte unità minori, ma anche alcune di rilievo impossibilitate a muoversi perché danneggiate o perché ancora in allestimento, come l'incrociatore Bolzano, la corazzata Conte di Cavour e la portaerei Aquila, vennero catturate dai tedeschi durante l'operazione Achse. Le unità leggere vennero reimmesse in servizio come Torpedoboote Ausland (siluranti straniere) con personale tedesco, poiché non ritennero opportuno affidare le navi catturate alla costituenda marina della Repubblica Sociale Italiana; in alcuni casi si ebbero anche scontri tra gli equipaggi italiani e le forze tedesche come nel caso del cantiere navale di Castellammare di Stabia, dove il personale della base, ed in particolare dell'incrociatore Giulio Germanico, si difese per tre giorni. Recatosi presso gli attaccanti al fine di trattare la resa, il comandante del Germanico, Domenico Baffigo (poi insignito di medaglia d'oro), venne fucilato a tradimento a Napoli l'11 settembre e la base cadde nelle mani dei tedeschi.
La cobelligeranza comportò varie umiliazioni per la Regia Marina, ai cui equipaggi era stata comunicata la notizia che le navi sarebbero rimaste sotto comando italiano per evitare gesti estremi come l'autoaffondamento; in realtà le stesse intenzioni di Carlo Bergamini (comandante in capo delle Forze navali da battaglia) non furono mai chiarite, se volesse ottemperare agli ordini di Supermarina o compiere un'ultima azione di guerra. Dopo l'affondamento della nave da battaglia Roma, le unità che vennero distaccate dalla flotta per prestare soccorso ai naufraghi, in mancanza di ordini precisi, diressero verso le isole Baleari: un primo gruppo costituito dall'incrociatore Attilio Regolo e da tre cacciatorpediniere, venne internato a Minorca dalle autorità spagnole, mentre i comandanti delle tre torpediniere che formavano il secondo gruppo (tutte della classe Orsa), dopo essere arrivati a Maiorca decisero l'11 settembre o di autoaffondare le proprie navi (torpediniere Pegaso del capitano di fregata Riccardo Imperiali e Impetuoso del capitano di corvetta medaglia d'oro Giuseppe Cigala Fulgosi) o di farsi internare (torpediniera Orsa). Questi provvedimenti di internamento furono accolti con proteste da parte dei capitani delle unità e furono oggetto di una controversia che venne risolta solo nel gennaio 1945 con l'autorizzazione fornita dal governo spagnolo alle navi italiane di riprendere il mare.
Le torpediniere della classe Ciclone Ardito, Ghibli, Impavido, Intrepido, Impetuoso e Aliseo furono protagoniste di vicende che seguirono l'armistizio dell'8 settembre 1943. In particolare quest'ultimo, al comando del capitano di fregata Carlo Fecia di Cossato, il 9 settembre 1943 fu protagonista presso Bastia, nelle acque della Corsica, di una clamorosa azione quando l'unità in uscita dal porto, invertita la rotta per prestare assistenza alla gemella Ardito attaccata da dieci unità tedesche e gravemente danneggiata, riuscì ad evitare la cattura affondandone sette (cinque motozattere e due cacciasommergibili) e danneggiandone altre tre riuscendo poi a riparare a Palermo e poi raggiungere il resto della flotta che si era consegnata agli Alleati a Malta. Per questa azione Fecia di Cossato si meritò la medaglia d'oro al valor militare, tuttavia nel giugno 1944 si rifiutò di eseguire gli ordini del nuovo governo Bonomi che non aveva giurato fedeltà al Re e venne arrestato. Rilasciato e messo in congedo per tre mesi, il 27 agosto 1944 si suicidò a Napoli.
Nel Dodecaneso italiano la Regia Marina ebbe un ruolo da protagonista nella resistenza offerta ai tedeschi, specialmente a Rodi con Inigo Campioni e a Lero con Luigi Mascherpa, quest'ultimo aiutato anche da un contingente inglese che comunque non riuscì ad impedire la cattura dell'isola e il successivo passaggio del Dodecaneso nelle mani della Wehrmacht (eccezion fatta per l'isola di Castelrosso, usata dagli inglesi come centro logistico e di smistamento per le operazioni nell'Egeo). L'unico attacco che gli anglo-italiani riuscirono a respingere fu quello portato all'isola di Simi, peraltro poi abbandonata dagli stessi difensori che la giudicarono non ulteriormente difendibile.

### La cobelligeranza
Una volta arrivate a Malta, le navi vennero rese inoffensive con la presenza a bordo di picchetti armati alleati ed il presidio delle stazioni radio di bordo e dei depositi munizioni. Di fronte alla richiesta da parte del "Regno del Sud" di utilizzare le forze armate italiane, delle quali la marina costituiva la parte più integra, nelle operazioni militari contro i tedeschi, il comando alleato dispose l'utilizzazione delle unità leggere in operazioni di scorta ai convogli (cacciatorpediniere, torpediniere e corvette), e degli incrociatori in missioni di bombardamento contro le coste dell'Italia occupata, oltre che di crociere di vigilanza nell'Atlantico come esercitazione. Molto attiva fu invece Mariassalto, che raccolse l'eredità della Xª Flottiglia MAS, effettuando varie azioni di sabotaggio, tra le quali gli affondamenti della portaerei Aquila (notte del 19 aprile 1945 da parte di un gruppo di incursori, tra cui il sottotenente di vascello Nicola Conte e il sottocapo Evelino Marcolini, nel porto di Genova) e dell'incrociatore Bolzano (operazione denominata "QWZ", nella notte del 21 giugno 1944 nel porto di La Spezia) e numerosi sbarchi di sabotatori italiani, inglesi e statunitensi dietro le linee. Da notare che il primo reparto ad entrare a Venezia, impedendo alcuni atti di sabotaggio tedesco, fu proprio un reparto di Nuotatori Paracadutisti di Mariassalto. Inoltre gli uomini del reggimento "San Marco" entrarono a far parte del gruppo di combattimento "Folgore", e con questa unità parteciparono alle operazioni terrestri della campagna d'Italia nel corso del 1945.
Per quanto riguarda le navi da battaglia classe Littorio, furono internate nei Laghi amari, in Egitto, fino al 1947. Sebbene ne fosse stato proposto l'impiego nella guerra in estremo oriente, l'idea venne scartata dall'ammiragliato inglese.

### Il dopoguerra

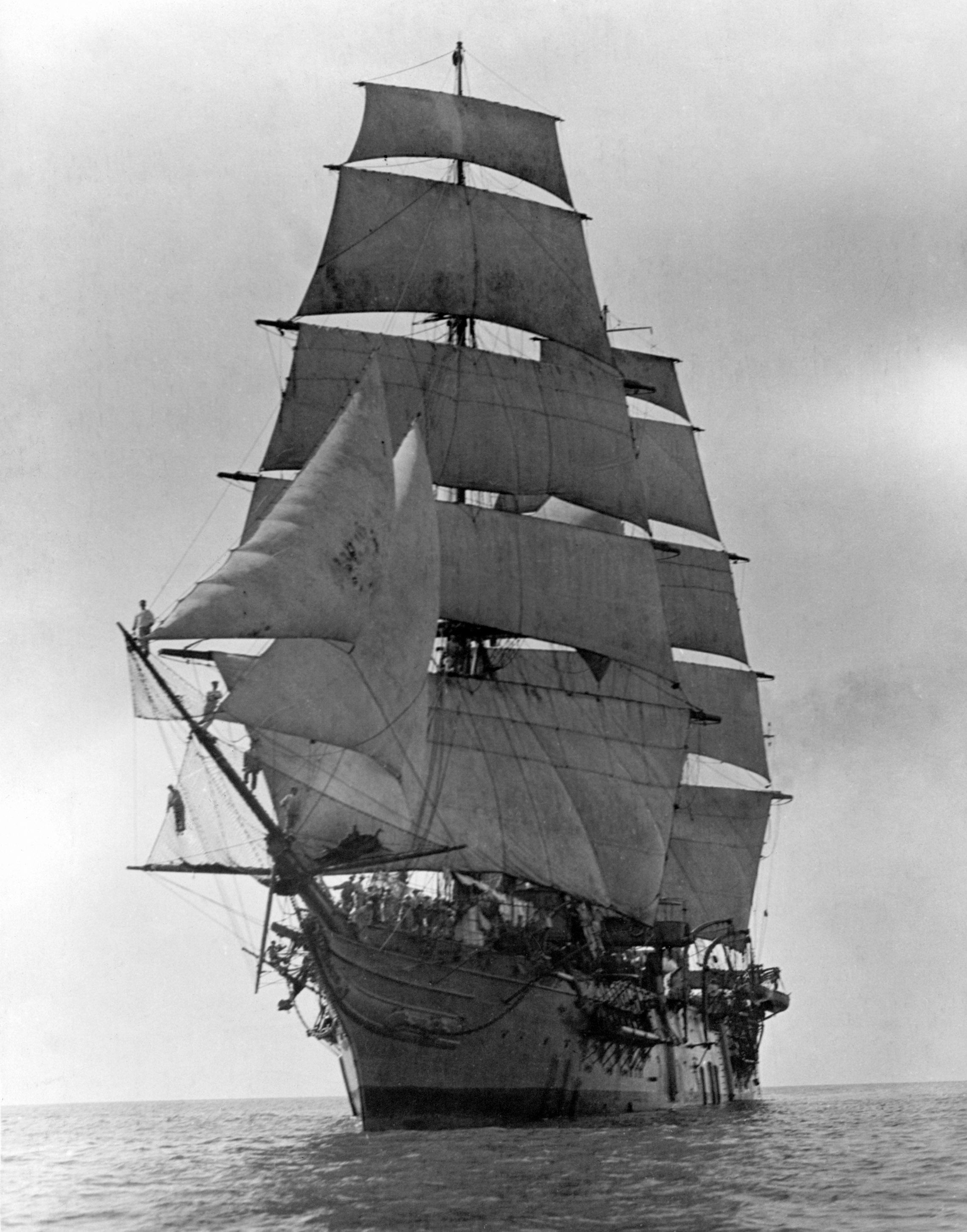
La RN Cristoforo Colombo, poi ceduta all'URSS in conto riparazione dei danni di guerra

Con la fine del conflitto e in seguito al referendum con cui in Italia veniva abolita la monarchia e proclamata la repubblica, la denominazione della forza armata cambiò in Marina Militare. Con la firma del trattato di pace nel 1947, vennero poste serie limitazioni al numero e alla tipologia di naviglio e di armamenti utilizzabili dalla Marina, mentre un considerevole lotto di unità veniva ceduto alle potenze vincitrici in conto riparazione danni di guerra. Poche navi continuarono a prestare servizio e tra queste le due vecchie corazzate della classe Duilio, gli incrociatori leggeri Giuseppe Garibaldi, Duca degli Abruzzi, Raimondo Montecuccoli e Luigi Cadorna oltre ad altre unità leggere, tra cui torpediniere e corvette della classe Gabbiano e i sommergibili Giada e Vortice, il cui possesso e impiego era però vietato dalle norme fissate con il trattato di pace.
Delle navi cedute, un consistente lotto andò all'Unione Sovietica cui spettò la corazzata Giulio Cesare, il veliero scuola Cristoforo Colombo, l'incrociatore leggero Duca d'Aosta, i cacciatorpediniere Artigliere e Fuciliere, le torpediniere Ardimentoso, Animoso e Fortunale, i sommergibili Nichelio e Marea, oltre a un considerevole numero di naviglio ausiliario e minore. Il cacciatorpediniere Riboty e una piccola parte della quota di naviglio destinata loro non vennero invece ritirati a causa del pessimo stato di manutenzione, per cui i sovietici concordarono una compensazione economica alternativa.
Altre navi andarono alla Grecia, alla Francia ed alla Jugoslavia. Le navi consegnate alla Francia erano contraddistinte dalla lettera iniziale del nome seguita da un numero: Eritrea E1, Oriani O3, Regolo R4, Scipione Africano S7; per le navi consegnate a Jugoslavia e Regno di Grecia, la sigla numerica era preceduta rispettivamente dalle lettere Y e G: l'Eugenio di Savoia nell'imminenza della consegna alla Grecia ebbe la sigla G2. Stati Uniti e Regno Unito rinunciarono integralmente all'aliquota di naviglio loro assegnata, ma ne pretesero la demolizione.

## Gradi della Regia Marina
I gradi della Regia Marina ricalcavano fondamentalmente quelli delle altre marine militari, sebbene avessero una maggiore similitudine con quelli francesi. Erano molto diversi invece da quelli della Royal Navy. Il massimo grado era quello di ammiraglio (nel 1923 fu introdotto il titolo onorifico di grande ammiraglio, conferito unicamente all'ammiraglio Paolo Thaon di Revel). Nei corpi tecnici, il massimo grado era quello di generale ispettore, corrispondente a quello di ammiraglio di squadra, inferiore al grado di ammiraglio di armata e superiore a quello di ammiraglio di divisione. Segue il grado di contrammiraglio.
I gradi degli ufficiali superiori sono: capitano di vascello, capitano di fregata e capitano di corvetta. Seguono gli ufficiali subalterni: tenente di vascello, sottotenente di vascello e guardiamarina.
I sottufficiali sono composti da capo di prima, seconda e terza classe, secondo capo e sergente, mentre infine la truppa era suddivisa in sottocapo e comune di prima e seconda classe.

## Bandiere navali
Segue un elenco delle bandiere istituzionali e militari del Regno d'Italia.
| | Bandiera nazionale delle navi da guerra Le versioni in dotazione alle unità variavano molto sia nel disegno che nei colori. |
| | Bandiera nazionale delle navi mercantili e civili                                                                           |
| | |
| | Bandiera di bompresso |
| Venne istituita con regio decreto del 22 aprile 1879 ed era issata a prua di ogni nave da guerra all'ancora. Era issata in navigazione solo nel caso in cui la nave avesse issato anche il gran pavese. La forma prevista dal decreto era quadrata, con le dimensioni dei bracci della croce e del bordo pari ad 1/5 del lato, ma la forma cambiò agli inizi del 1900 in rettangolare, di rapporto 5:6, con le dimensioni dei bracci e del bordo pari ad 1/8. La forma quadrata venne successivamente utilizzata come insegna del Comandante in capo delle Forze Navali in combattimento. | |
| | Bandiera di bompresso proposta nel 1943                                                                                     |
| Venne istituita con regio decreto n. 3107 del 25 aprile 1941. | |
| Fiamma | |
| | Stendardo reale ed imperiale                                                                                                |
| Era issato all'albero di maestra. | |
| | Insegna di viceré o governatore generale                                                                                    |
| | Gagliardetto dei reali principi                                                                                             |
| Era issato all'albero di maestra. | |
| | Bandiera distintivo del primo ministro, capo del governo (1927-1943)                                                        |
| Era issata all'albero di maestra. | |
| | Bandiera distintivo di ministro (eccettuati i ministri di Marina ed Aeronautica)                                            |
| | Bandiera distintivo del ministro della Marina (1868-1893)                                                                   |
| | Bandiera distintivo del ministro della Marina (1927-1946)                                                                   |
| | Bandiera distintivo del ministro dell'Aeronautica (1927-1946)                                                               |
| Vennero istituite con il foglio d'ordine 26 febbraio 1927. Erano issate all'albero di maestra per indicare la presenza a bordo del ministro della Marina, ed a prua di lance ed altro naviglio minore. Salutato con 19 colpi di cannone. | |
| | Bandiera distintivo del sottosegretario di Stato (eccetto sottosegretari di Marina ed Aeronautica)                          |
| | Bandiera distintivo del sottosegretario di Stato per la Marina                                                              |
| | Bandiera distintivo del sottosegretario di Stato per l'Aeronautica                                                          |
| Vennero istituite anch'esse con il foglio d'ordine del 26 febbraio 1927. Era issata all'albero di trinchetto per indicare la presenza a bordo del sottosegretario della Marina, ed a prua di lance ed altro naviglio minore. Salutato con 17 colpi di cannone. | |
| | Bandiera distintivo di governatore di colonia                                                                               |
| | Bandiera distintivo del luogotenente generale di Stato Maggiore in Albania                                                  |
| | |
| | Bandiera distintivo di ambasciatore                                                                                         |
| | Bandiera distintivo di inviato                                                                                              |
| | Bandiera distintivo di ministro residente                                                                                   |
| | |
| | Insegna di maresciallo d'Italia                                                                                             |
| | Insegna di grande ammiraglio                                                                                                |
| | Insegna di maresciallo dell'aria                                                                                            |
| Erano issate all'albero di maestra. | |
| | Insegna del capo di stato maggiore dell'Esercito                                                                            |
| | Insegna del capo di stato maggiore della Marina                                                                             |
| | Insegna del capo di stato maggiore dell'Aeronautica                                                                         |
| Istituite con il foglio d'ordine n. 78 del 19 marzo 1917, erano issate all'albero di trinchetto. Il numero delle stelle corrisponde al grado rivestito dal capo di stato maggiore. | |

| | Insegna di generale d'armata del Regio Esercito o di generale d'armata (corpi tecnici)            |
| | Insegna di ammiraglio d'armata                                                                    |
| | Insegna di generale d'armata aerea della Regia Aeronautica                                        |
| Erano issate all'albero di trinchetto. Le insegne precedenti, in uso dal 1868 al 1893, adottavano la bandiera nazionale con le stelle, bianche a sei punte, allineate sul campo verde.                                                                |                                                                                                   |
| | Bandiera di generale di corpo d'armata del Regio Esercito o di generale ispettore (corpi tecnici) |
| | Insegna di ammiraglio di squadra                                                                  |
| | Insegna di generale di squadra aerea della Regia Aeronautica                                      |
| Erano issate all'albero di maestra. |                                                                                                   |
| | Insegna di generale di divisione del Regio Esercito o di tenente generale (corpi tecnici)         |
| | Insegna di ammiraglio di divisione                                                                |
| | Insegna di generale di divisione aerea della Regia Aeronautica                                    |
| Erano issate all'albero di trinchetto. |                                                                                                   |
| | Insegna di generale di brigata del Regio Esercito o di maggiore generale (corpi tecnici)          |
| | Insegna di contrammiraglio                                                                        |
| | Insegna di generale di brigata della Regia Aeronautica                                            |
| Erano issate all'albero di maestra. |                                                                                                   |
| | Insegna di capitano di vascello comandante di divisione                                           |
| Era issata all'albero di maestra. |                                                                                                   |
| | Guidone distintivo di comandante superiore                                                        |
| Venne istituito con il foglio d'ordine dell'11 settembre 1913 ed issato all'albero di trinchetto per indicare, nel caso di più squadriglie riunite, l'unità comandata dall'ufficiale più anziano.                                                     |                                                                                                   |
| | Guidone distintivo del comandante di flottiglia di unità minori                                   |
| | Guidone distintivo del comandante di squadriglia di cacciatorpediniere                            |
| | Guidone distintivo del comandante di squadriglia di torpediniere                                  |
| | Guidone distintivo del comandante di squadriglia di sommergibili                                  |
| | Guidone distintivo del comandante di squadriglia di MAS                                           |
| | Distintivo di naviglio ausiliario                                                                 |
| | Distintivo del naviglio della Regia Guardia di Finanza                                            |
| | Disitintivo di naviglio addetto ai segnalamenti marittimi                                         |
| | Guidone per le navi postali                                                                       |
| | Guidone per le navi doganali                                                                      |
| | Guidone per il naviglio da diporto della Regia Marina                                             |
| | Bandiera distintivo del servizio piloti della Regia Marina                                        |
| Fu istituita con regio decreto del 20 settembre 1882. Era issata sull'albero di trinchetto del naviglio con a bordo piloti. Le bandiere che servivano a chiamare a bordo il pilota erano le bandiere nazionali (militari o civili) bordate di bianco. |                                                                                                   |
| | Bandiera distintivo delle navi ospedale della Regia Marina                                        |
| Fu istituita con regio decreto del 20 settembre 1882. Era issata sull'albero di trinchetto delle navi ospedaliere. |                                                                                                   |
| |                                                                                                   |
| | Insegna di comandante di stormo della Regia Aeronautica                                           |
| | Insegna di comandante di gruppo della Regia Aeronautica                                           |
| | Guidone di comandante di squadriglia della Regia Aeronautica                                      |
| |                                                                                                   |
| | Insegna del capo di stato maggiore della Milizia Volontaria per la Sicurezza Nazionale            |
| | Insegna del vice capo di stato maggiore della Milizia Volontaria per la Sicurezza Nazionale       |
| | Insegna di comandante generale della Milizia Volontaria per la Sicurezza Nazionale                |
| | Insegna di luogotenente generale della Milizia Volontaria per la Sicurezza Nazionale              |
| | Insegna di console generale della Milizia Volontaria per la Sicurezza Nazionale                   |

I corpi tecnici della Regia Marina e della Regia Aeronautica ebbero gli stessi vessilli dei gradi corrispondenti nel Regio Esercito. La Regia Marina modificò questa regola con foglio d'ordine n. 23 del 18 marzo 1944, usando lo sfondo blu Savoia con stelle bianche anziché gialle.